# Архитектура и планировка Александрии

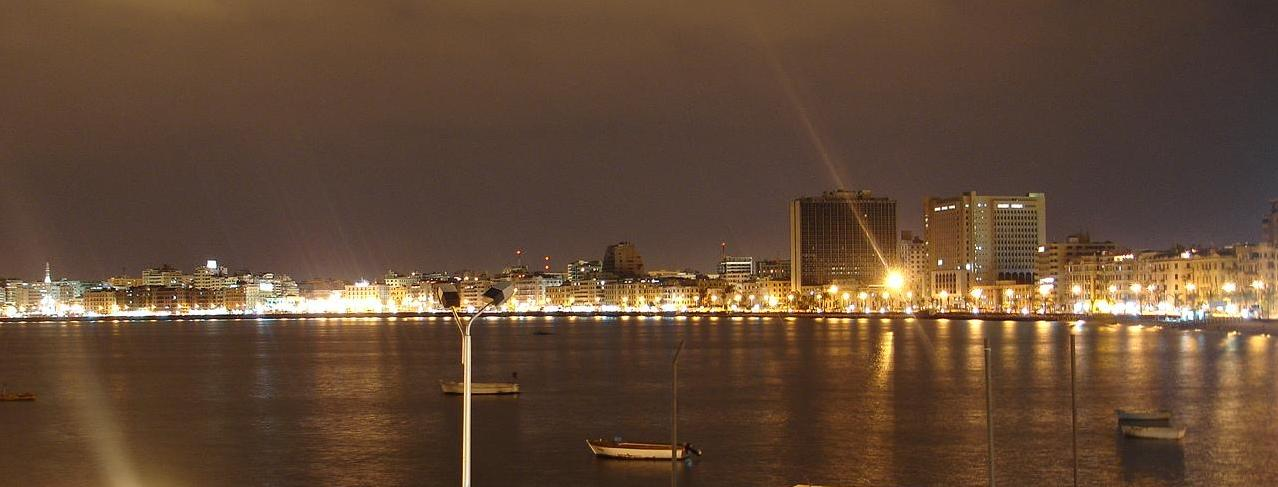
Гавань Александрии

Александрия, наряду с Римом и Афинами, являлась одним из самых величественных и значительных городов античного мира. Но, в отличие от вышеупомянутых столиц, в ней сохранилось относительно немного достопримечательностей или артефактов той эпохи. Отчасти это можно объяснить частыми военными действиями и землетрясениями на протяжении всей истории города, а также не совсем обдуманной градостроительной политикой в XIX—XX веках. Основа планировки старой части Александрии была заложена ещё во времена Птолемеев и Римской империи, однако современный город приобрёл свои сегодняшние черты главным образом в эпоху Османской империи, британского протектората и независимого Египта.

## Античная Александрия

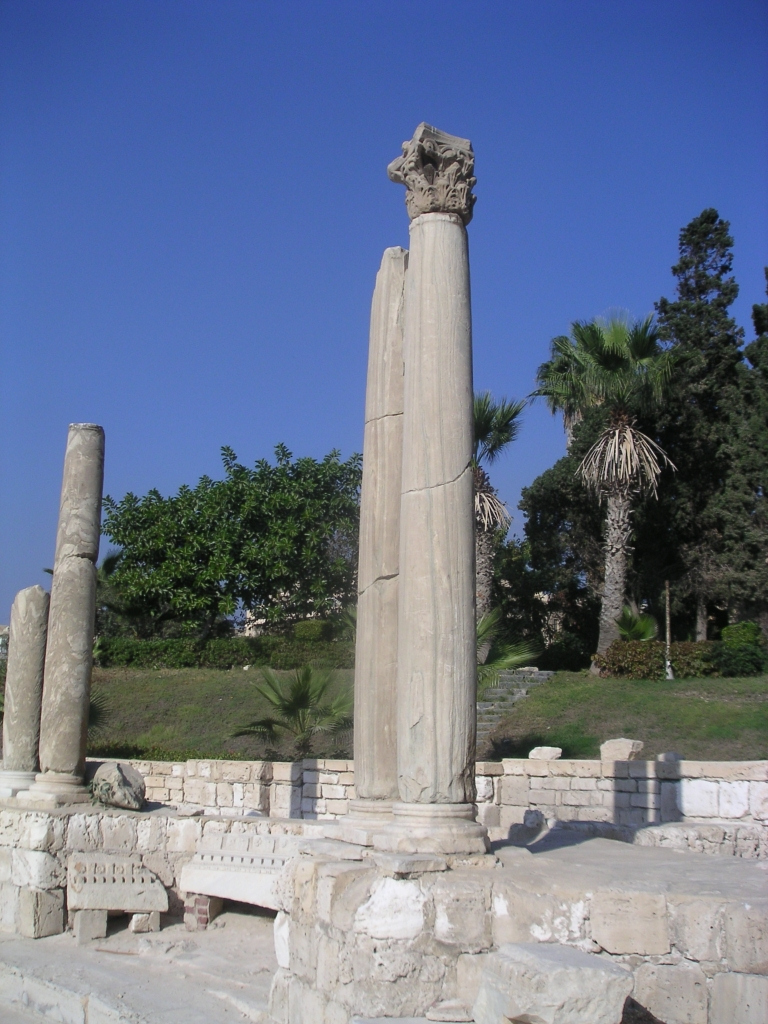
Руины античной Александрии

На рубеже нашей эры в Александрии проживало около 1 млн. человек. Древний город размером 5,5 на 1,7 км был окружен мощной крепостной стеной. Условно античная Александрия была разделена на несколько частей. Царский или Греческий квартал (также известный как Брухий или Брухеум), представлявший собой самую великолепную часть города, состоял из сети параллельных улиц, под каждой из которых был проложен канал. Обрамленные колоннадами главные улицы Канопик и Сома, 60 метров в ширину каждая, пересекались в центре города возле мавзолея Александра Македонского (Канопик шла с запада на восток, от Ворот Луны до Ворот Солнца, а Сома – с юга на север, от Озерного порта до дворца).

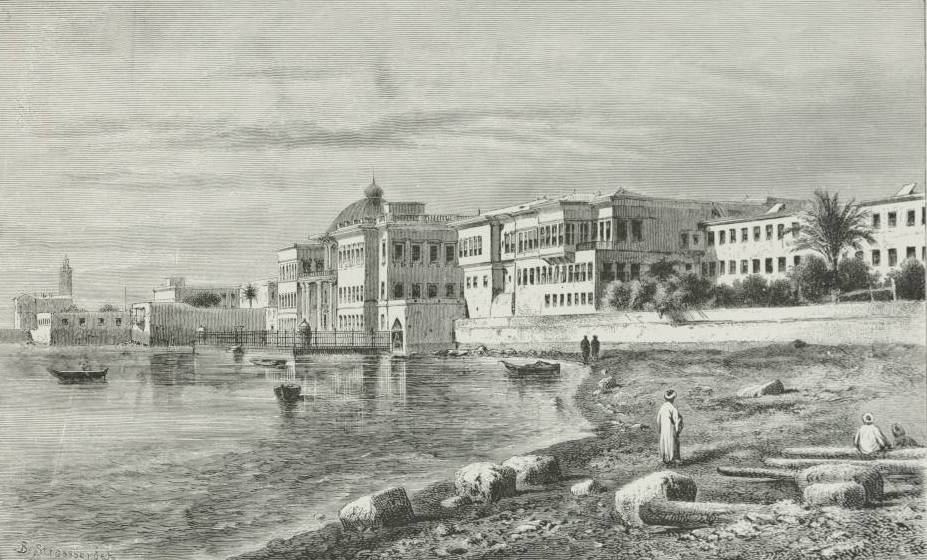
Дворец хедива в конце XIX века

Эти улицы делили город на кварталы Альфа (северо-запад), Дельта (северо-восток), Эпсилон (юго-восток) и Гамма или Ракотис (юго-запад). Наиболее грандиозные и значимые строения Царского квартала размещались в приморской части Александрии (квартал Альфа или Форум), вдоль портов, защищенных от моря островом Фарос и мысом Лохиас.
В восточной части Большой гавани, на мысе Лохиас, находился утопавший в зелени садов дворцовый комплекс Птолемеев или Македонский акрополь. Его окружали храм Исиды, арсенал и македонские казармы. Вследствие землетрясений и проседания береговой линии комплекс вместе с другими строениями, царской гаванью и соседним островом Антиродос, где находилась резиденция царицы Клеопатры, почти полностью ушел под воду. 
Далее на запад вдоль гавани и набережной располагались храм Посейдона или Нептуна, построенный Марком Антонием Тимониум, грандиозный Театр, Эмпориум, где совершались торговые и финансовые сделки, и доки. За Эмпориумом находился Великий Цезариум, где стояли два больших обелиска, известные как «Иглы Клеопатры» (ныне один из них установлен на набережной Темзы в Лондоне, другой – в Центральном парке Нью-Йорка).
Расположенный в северо-восточной части города Иудейский квартал граничил с царским дворцом и Воротами Солнца, за которыми лежали ипподром и колумбарий (квартал традиционно считался торговым, финансовым и ремесленным центром Александрии, а возвышавшаяся здесь синагога была религиозным центром местных евреев). Существовавший еще до основания Александрии как деревня, Ракотис занимал юго-западную часть города (Старый город) и был населен преимущественно египтянами. Здесь находились храм Серапеум и стадион. С севера Ракотис упирался в порт Эвнос (Старый порт), а с запада был ограничен большой площадью с Воротами Луны и огромным некрополем.
На острове Фарос возвышался знаменитый на весь античный мир маяк, увенчанный 7-метровой статуей Посейдона, а также находились храмовые комплексы Исиды и Посейдона. Заложенный при Птолемее I и завершенный в 283 году до н.э. его сыном Птолемеем II, Александрийский маяк считался одним из семи чудес света и служил прототипом для всех более поздних маяков ойкумены. Остров Фарос был соединен с материковой частью молом Хептастадион длиной 1260 метров и  шириной около 200 метров, у окончаний которого были построены крепости (название мола переводится как «семь стадионов» и происходит от греческой единицы длины «стадион», равной 180 метрам).
С востока от мола шумел Большой порт (ныне – мелкая Восточная гавань), где базировались военные и царские суда, с запада – преимущественно торговый и рыболовецкий порт Эвнос или Эвностус (ныне на его месте значительно расширенные причалы современного порта). В устье Нильского канала, возле начала мола Хептастадион была оборудована гавань Киботус, а в южной части города на ныне обмелевшем озере Марьют (Мареотида) существовала другая торговая гавань, так называемый Озерный порт.

## Достопримечательности

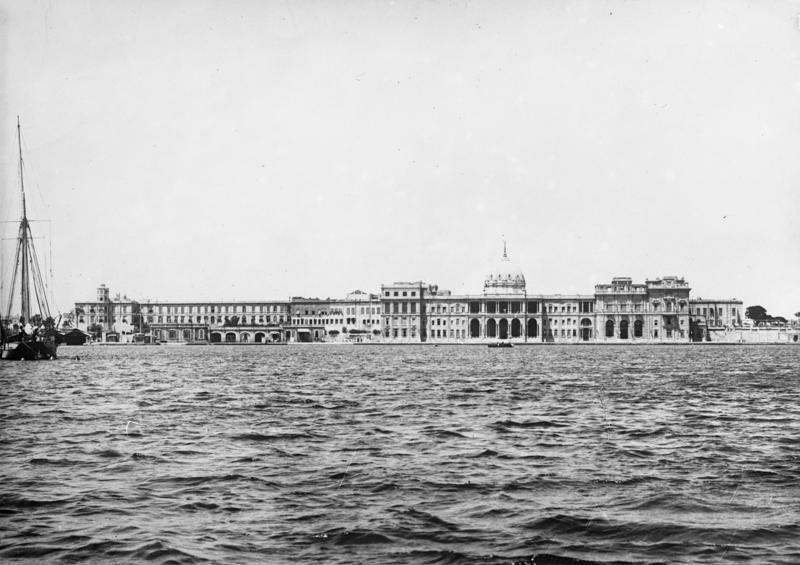
Дворец Рас-эль-Тин в 30-х годах

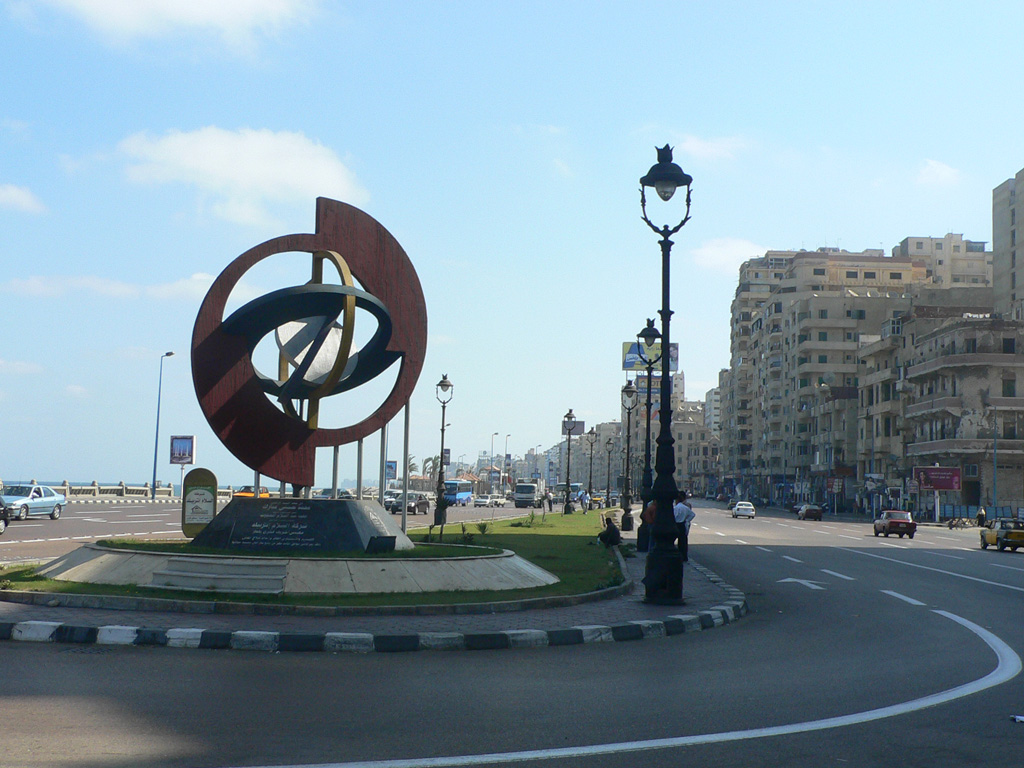
Набережная Корниш

### Квартал и дворец Рас эль-Тин
Квартал Рас эль-Тин (Рас эт-Тин) расположен на месте легендарного острова Фароса. Постепенно ил, заносивший бухты Александрии, поглотил древний мол Хептастадион и образовал перешеек между островом и материком (ныне новообразованные земли занимает квартал Анфуши). Вдоль северного берега квартала Рас эль-Тин расположены форт Эль-Адда, под стенами которого шумит рыбный рынок, и огромный дворец Рас эль-Тин (между ними раскинулся популярный у жителей центра Александрии одноименный пляж).
Строительство дворца Рас эль-Тин началось в 1834 году по заказу Мухаммеда Али и завершилось в 1845 году (пристройка крыльев и дополнительные отделочные работы продолжались до 1847 года, когда дворец и был официально открыт). Построенный в стиле итальянского Ренессанса в окружении сада, своё название дворец получил от здешних фиговых деревьев (по-арабски — «тин»). В 20-х годах XX века по желанию короля Ахмеда Фуада I и под руководством итальянских инженеров Рас эль-Тин был полностью реконструирован.
При последних представителях династии Мухаммеда Али дворец Рас эль-Тин служил не только королевской резиденцией, но и местом заседания правительства в летний период. После Второй мировой войны король Фарук I построил на набережной дворца даже морской бассейн, но в 1952 году именно здесь он был вынужден отречься от престола и убыть в изгнание. Ныне дворец, принадлежащий египетским военно-морским силам, используется как одна из президентских резиденций или для приема почетных гостей. Рядом с ним находится открытый в 1901 году некрополь Анфуши эпохи Птолемеев (III—II веков до н. э.), состоящий из нескольких расписанных в смешанном египетско-греческом стиле гробниц.

### Крепость Кайт-Бей

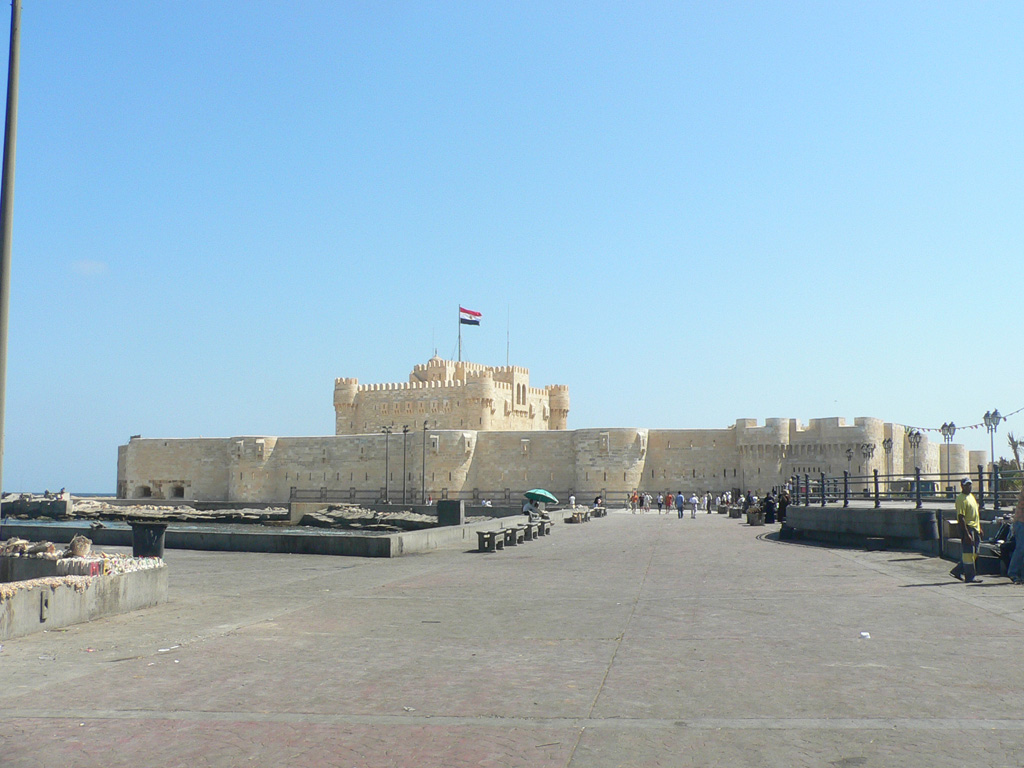
Крепость Кайт-Бей

На восточной оконечности Фороса, у входа в мелководную Восточную гавань, расположились средневековая крепость Кайт-Бей, построенная в 1930 году, Александрийский аквариум с Институтом морских исследований и местный яхт-клуб. С III века до н. э. на этом месте возвышался знаменитый Александрийский маяк, который в результате нескольких мощных землетрясений и других катаклизмов в итоге обрушился. Первая реставрация маяка была предпринята еще в IX веке при династии Тулунидов, но после нового землетрясения, случившегося в XI веке, на остатках башни была построена мечеть, однако и она полностью разрушилась в результате очередного землетрясения в XIV веке.
В 1477 году мамлюкский султан Аль-Ашраф Саиф аль-Дин Кайт-Бей заложил на месте руин маяка крепость, призванную оборонять северные рубежи Египта от турок, и мечеть внутри неё. В начале XVI века султан Аль-Ашраф Кансух аль-Гаури закончил мощные стены. Также в цитадели была оборудована тюрьма для важных персон, позже здесь обосновался турецкий гарнизон. В 1798 году крепость Кайт-Бей заняли французы, а после их ухода она была отремонтирована по приказу Мухаммеда Али-паши. В 1882 году при обстреле Александрии британцами цитадель была сильно разрушена, особенно пострадали северная и западная стороны. В 1904 году военные провели восстановительные работы в верхней части крепости, египетский король Фарук I пытался превратить её в одну из своих резиденций, но после революции 1952 года цитадель переоборудовали в Морской музей (в 1984 году здесь были проведены большие реставрационные работы).
Ныне в крепости Кайт-Бей можно осмотреть внешние и внутренние стены, большой плац и красивый сад, пушки времен хедива Исмаила (вторая половина XIX века). Возле главного входа расположена старинная мечеть, на третьем этаже которой хранится трон султана. В нижней части главной башни, находящейся в северо-восточной части крепости, были оборудованы резервуары для воды и тюрьма. Нередко в основании форта, нижней кладке и подземных ходах встречаются большие блоки или колонны из красного гранита, оставшиеся от маяка. Во внутреннем крепостном саду местный оперный театр устраивает вечерние представления на открытом воздухе. Со стен крепости открывается великолепный вид на море, гавань и город, а внизу на набережной шумит колоритный рынок сувениров.

### Квартал Анфуши и мечеть Абу эль-Аббас эль-Мурси

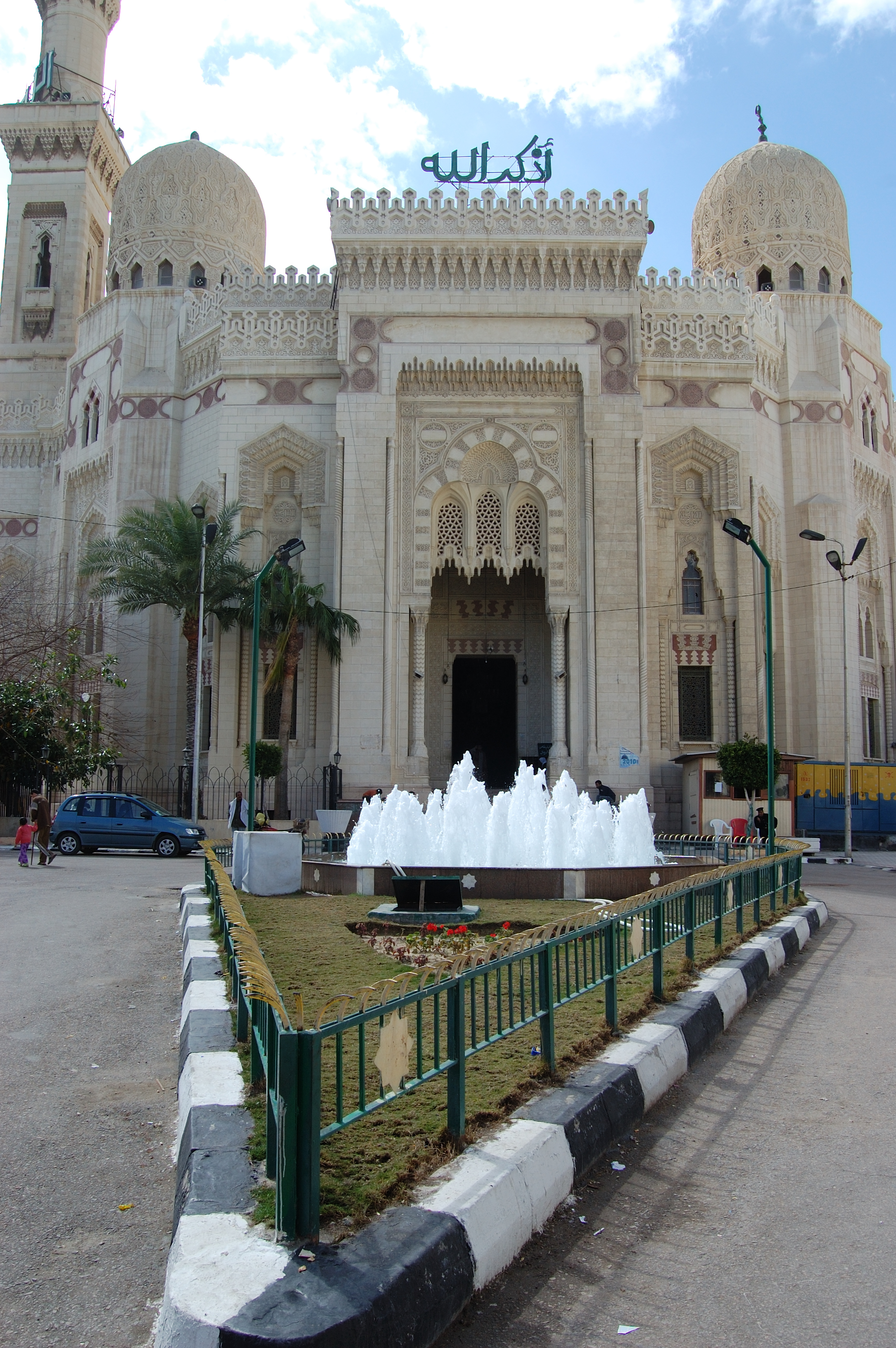
Мечеть Эль-Мурси Абуль-Аббаса

Старый торгово-ремесленный квартал Анфуши зажат между Восточной и Западной гаванями (с западной стороны находится современный пассажирский морской вокзал, с восточной — судостроительная верфь и пляжи, тянущиеся вдоль набережной). Квартал изобилует ресторанами, магазинами, историческими домами и мечетями, среди которых выделяется самая красивая и знаменитая мечеть города — Абу эль-Аббас эль-Мурси (или Эль-Мурси Абуль Аббас), построенная над могилой высокопочитаемого суфия, жившего в XIII веке.
В 1307 году на деньги богатого александрийского купца Эль-Каттана были построены купол над гробницей и небольшая мечеть с минаретом, ставшая почитаемым местом паломничества для многих мусульман Магриба, следовавших во время хаджа через Александрию в Мекку. После не совсем удачного ремонта, проведенного в 1477 году, местный правитель Эль-Захри переделал мечеть и построил рядом с гробницей суфия свою усыпальницу. Еще одна реконструкция была осуществлена в 1596 году Эль-Хурземи, который также не устоял перед искушением построить в комплексе свою гробницу.
В 1775 году Эль-Магриби начал строительство нового здания мечети, однако уже через столетие её состояние было настолько плачевным, что известный в городе строитель Эль-Кахахни был вынужден вновь проводить капитальный ремонт, попутно снеся окружающие комплекс ветхие дома. При короле Фаруке I, который стремился превратить Александрию в жемчужину Средиземноморья, вокруг мечети Эль-Мурси Абуль Аббас была устроена большая квадратная площадь, а вокруг неё реконструированы или построены пять других мечетей, в том числе аль-Бусири (или Буссейри) и Сиди Якут аль-Арш.
В рамках этого обновления мечеть Эль-Мурси Абуль Аббас в очередной раз была реконструирована, но теперь в арабском стиле, популярном при династии Айюбидов, когда суфий Абу эль-Аббас впервые попал из Испании в Александрию. Также исходный вид приняла гробница святого, а окончательно строительство было завершено только в 1943 году.

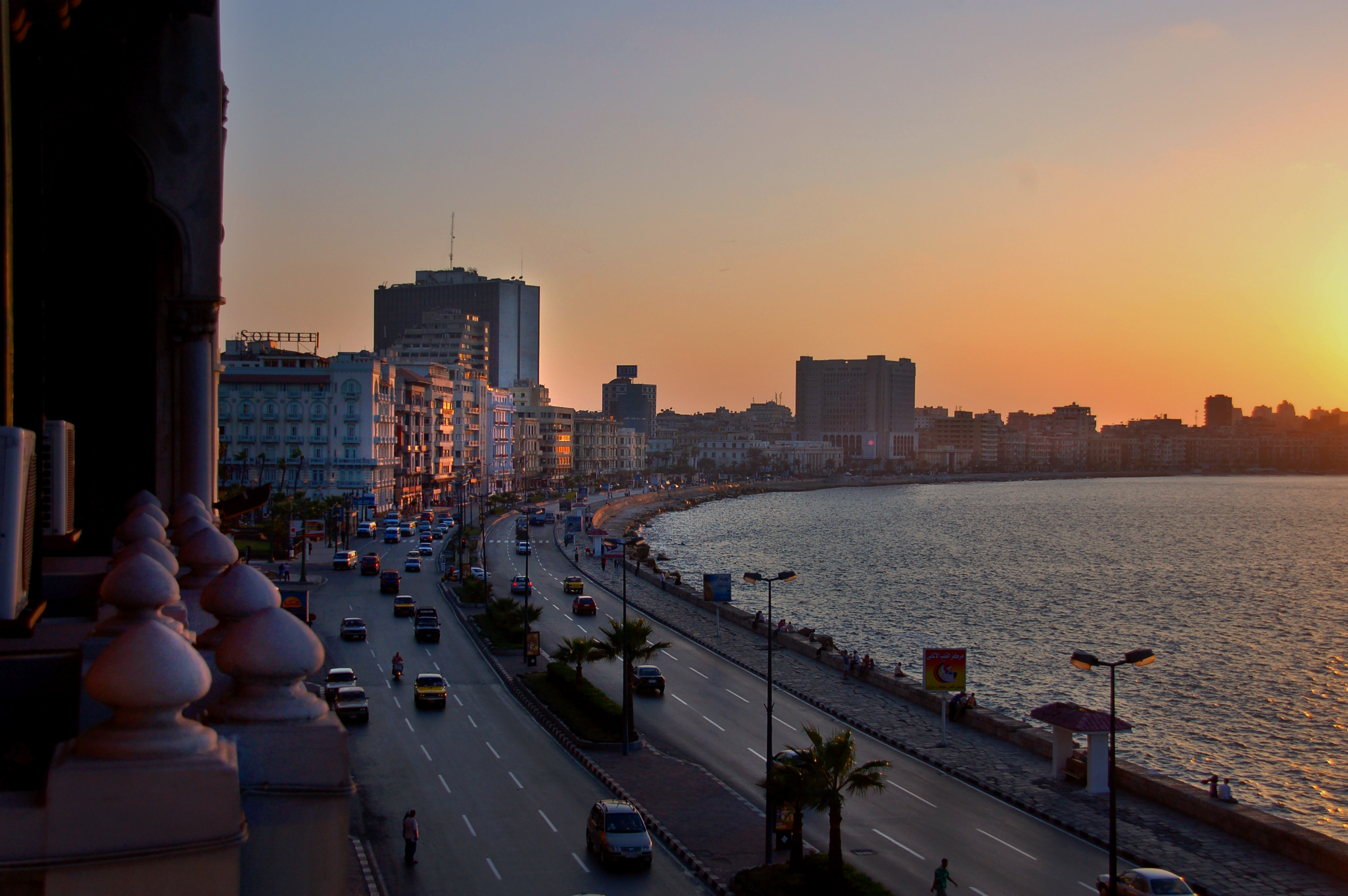
Набережная Корниш

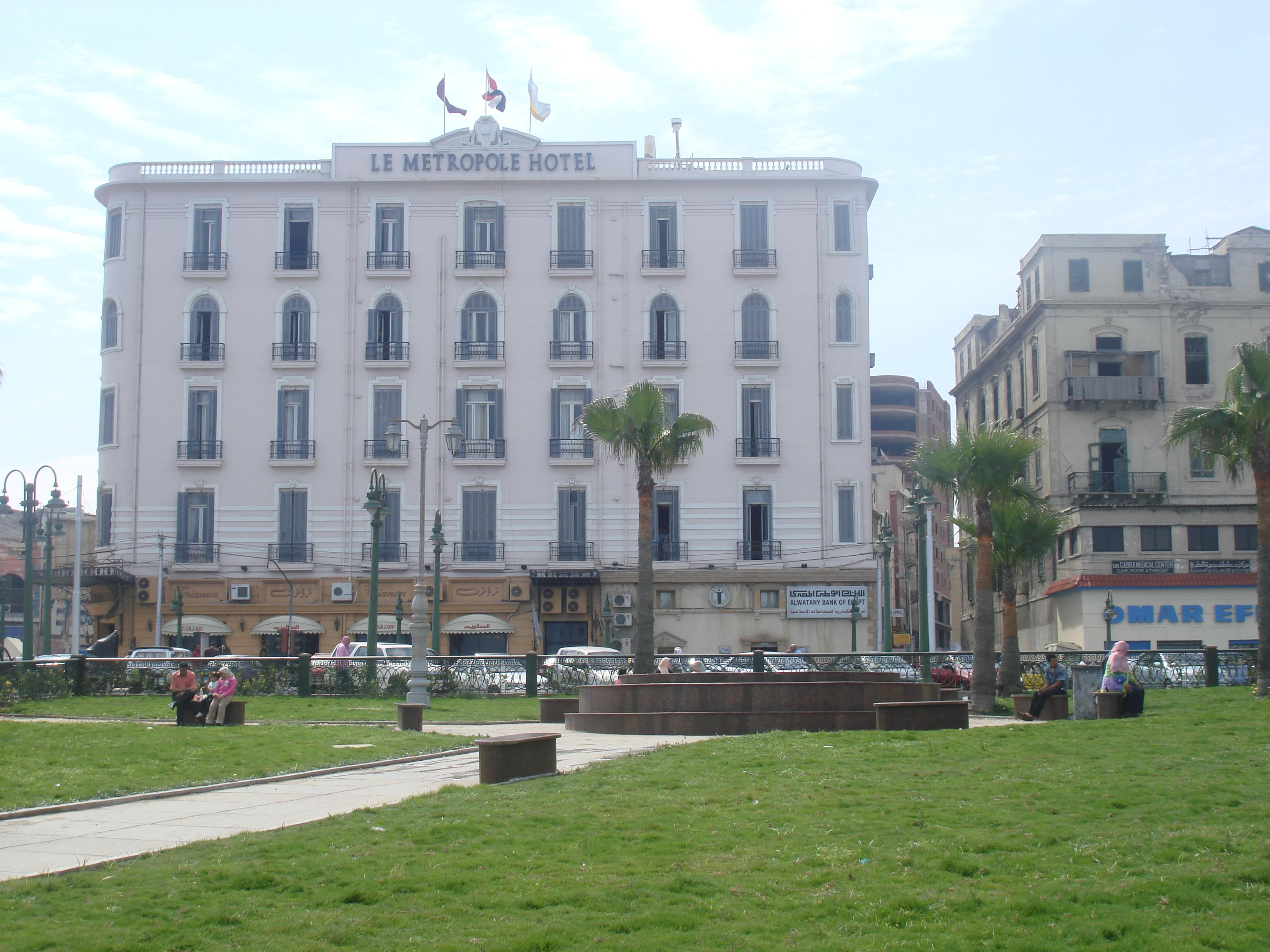
Отель Метрополь

Стены мечети имеют высоту 23 метра, а состоящий из четырех секций минарет в айюбидском стиле поднимается с южной стороны на 73 метра. Мечеть имеет два выходящих на площадь главных входа — северный и восточный, к которым ведут гранитные лестницы. Внутри стены украшены мозаикой, а свод поддерживают 16 монолитных восьмиугольных колонн из итальянского гранита высотой 8,6 метра. В центре покрытого арабесками потолка на большой высоте находятся цветные витражи. Главный купол окружают четыре меньших купола, установленные над гробницами комплекса.
Купола и минарет мастерски оформлены тонким орнаментом. Полы мечети выложены из великолепного белого мрамора, а уникальные резные двери, окна и минбар (мусульманская кафедра) изготовлены из дерева. Внутренняя часть купола над минбаром обрамлена золотыми стихами из Корана, а обозначенный колоннами гранитный михраб (ниша в стене, указывающая киблу, то есть направление, где находится Мекка) установлен в основе минарета.

### Улица 26 июля и квартал Рамлех
От крепости Кайт-Бей на десятки километров вдоль Восточной гавани, мимо современной библиотеки Александрина и до дворца Монтаза тянется шумная улица 26 июля, более известная как набережная Корниш (разработана в 1870 году итало-египетским архитектором Пьетро Авоскани). Она всегда забита автомобилями, автобусами и мотоциклами, в выходящих к гавани домах размещены рестораны, кафе и сувенирные магазинчики. Возле главной трамвайной станции Рамлех располагался знаменитый Большой театр, в котором Гая Юлия Цезаря в 48 году до н. э. осадила толпа сторонников Птолемея XIII.
В квартале Рамлех (аль-Рамл или Маншия), который считается торговым и деловым центром Александрии, вдоль набережной в исторических зданиях XVIII—XX веков размещаются фешенебельные отели «Уиндзор», «Софитель Сесиль», «Ле Метрополь» и «Семирамис» (в античный период в этом районе располагался Великий Цезариум). Здесь же находятся два кафедральных собора — коптский Святого Марка и греческий Святого Саввы, несколько церквей и мечетей, а также синагога Элияху Ханави, частный университет Сеньор, открытый французами в 1990 году, школа Шутц, основанная американцами в 1924 году, и женская школа Эль-Манар, основанная шотландцами в 1925 году.
Вообще центром Александрии считается территория между главным железнодорожным вокзалом Миср на юге, площадью Ораби на западе и библиотекой Александрина на востоке. Здесь преобладает европейская архитектура конца XIX — первой половины XX веков, встречаются великолепные особняки, многоквартирные дома и отели в колониальном стиле. Центральная площадь Саад Заглул и прилегающие к ней площадь Рамлех и набережная Корниш застроены аристократическими зданиями, в которых размещаются отели, рестораны и кафе. На площади Ораби установлен памятник Неизвестному солдату, на соседней площади Тахрир (Свободы) в окружении зданий биржи, министерства юстиции и собора Святого Марка высится конная статуя Мухаммеда Али работы французского скульптора Анри Альфреда Жакмара (вторая половина XIX века).

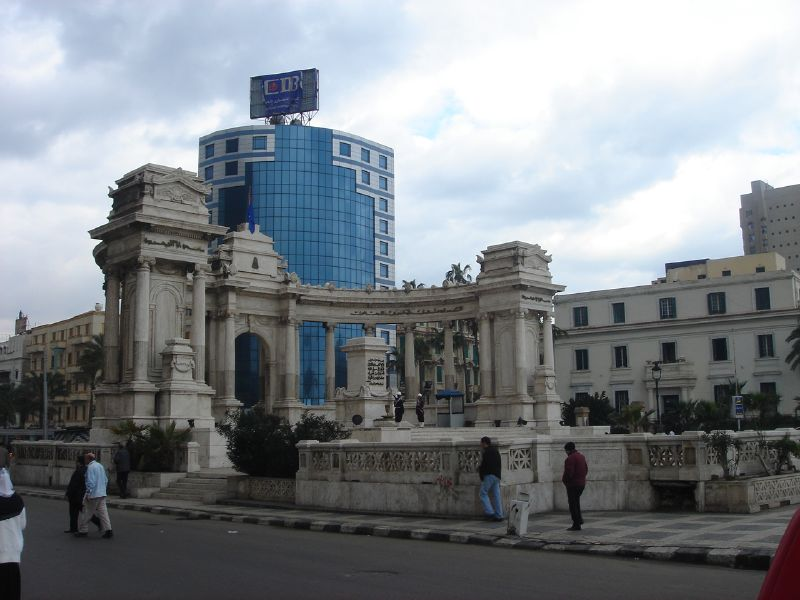
Площадь Ораби

Магазины, обменные пункты, кафе и кинотеатры сконцентрированы на улицах, идущих параллельно набережной и линии трамвая от площади Ораби к площади Саад Заглул (включая улицу Саад Заглул), от площади Тахрир в сторону театра и вокзала Миср (параллельные улицы Салах Салем и Ахмед Ораби), а также от вокзала Миср до площади Саад Заглул (включая улицу Наби Даниэль). Кварталы шумного центрального базара Александрии раскинулись вокруг улиц, идущих от площади Ораби на север, вглубь квартала Анфуши.

### Кафедральный собор Святого Марка
Кафедральный собор Святого Марка построен на месте церкви, по преданию заложенной в 60 году самим апостолом. В 641 году древняя церковь была разрушена арабами, а в 680 году восстановлена стараниями коптского патриарха Иоанна III. В 828 году мощи Святого Марка были украдены из церкви венецианцами, но голова апостола осталась в Александрии. В 1219 году во время крестовых походов церковь вновь была разрушена, но вскоре отстроена.

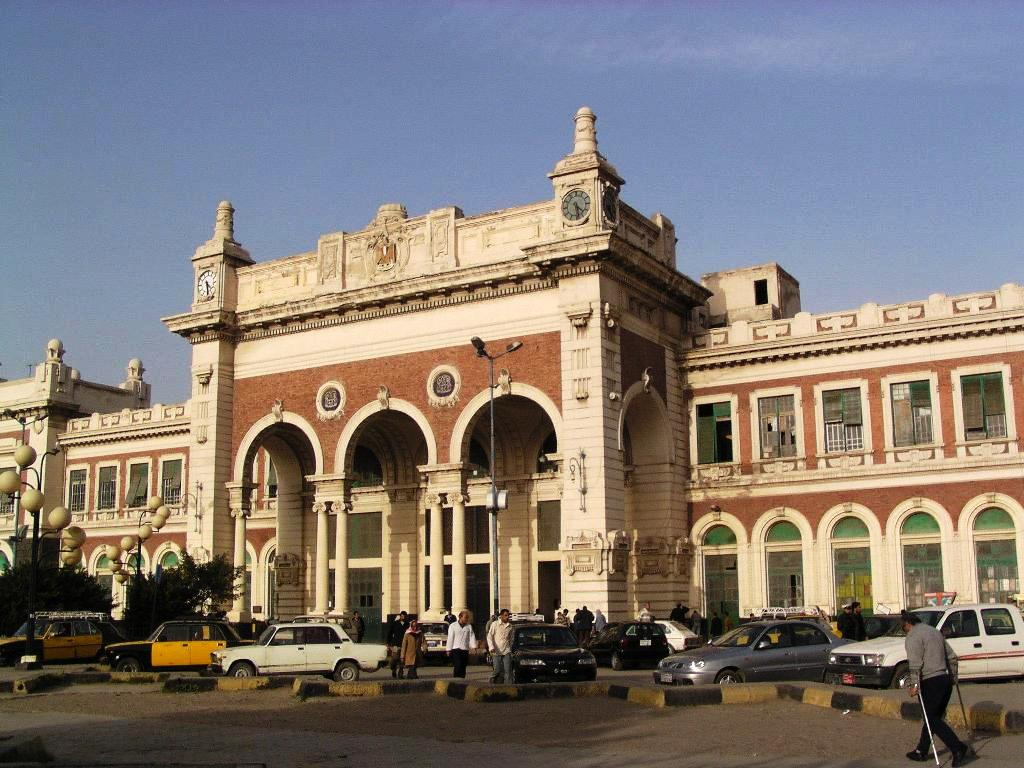
Вокзал Миср

В 1798 году церковь Святого Марка сильно пострадала во время французского вторжения в Египет, в 1819 году была отреставрирована и открыта патриархом Петром VIII, а в 1870 году реконструирована патриархом Деметрием II. В 1950—1952 годах при патриархе Юсабе II здание церкви полностью снесли и построили на его месте более крупное, сохранив при этом некоторые древние элементы (колокольни, мраморные колонны и иконы). В 1985—1990 годах при патриархе Шенуде III собор был значительно расширен с западной стороны.

### Руины античного театра
В квартале Ком-аль-Дикка, возле мечети Наби Даниэль (XIII век) и современной конной статуи Александру Великому расположены руины римского театра II—IV веков, укреплений и терм того же периода, а также остатки жилого квартала эпохи Птолемеев. Театр был обнаружен в 60-х годах XX века польскими археологами на месте руин наполеоновского форта. На 12 его рядах, выложенных из светлого мрамора (лишь только один первый ряд, предназначавшийся для важных персон, обрамлен красным гранитом), одновременно могло расположиться до 800 зрителей, а сцена сохранила часть мозаичного покрытия.
Театр несколько раз страдал от землетрясений и перестраивался, поэтому и сейчас вокруг него разбросано множество колонн и капителей, а также фрагментов крыши, рухнувшей в VI веке. Рядом с театром сохранились залы для чтения лекций с возвышенностями для ораторов и уникальный мозаичный пол виллы II века, на котором изображено множество различных птиц. По периметру огороженной территории выставлены десятки экспонатов, поднятых со дна Восточной гавани, в том числе огромные блоки Александрийского маяка, уникальные статуи и сфинксы эпохи фараонов и Птолемеев.
Рядом с этим местом в античной Александрии пересекались главные улицы города и находились мавзолеи Александра Великого и Птолемеев. Линия Восток-Запад древнего города проходила вдоль современной улицы Эль-Хуррия или Гамаль Абдель Насера (ранее бульвар Розетты, авеню Каноб и улица Короля Фуада); её следы были обнаружены в конце XIX века немецкой археологической экспедицией около Ворот Розетты и за пределами античной восточной стены. На этой же линии располагались древние гимназиум и палестра, храм Сатурна, а также Александрийский Музей с библиотекой и театром.

### Греческий квартал

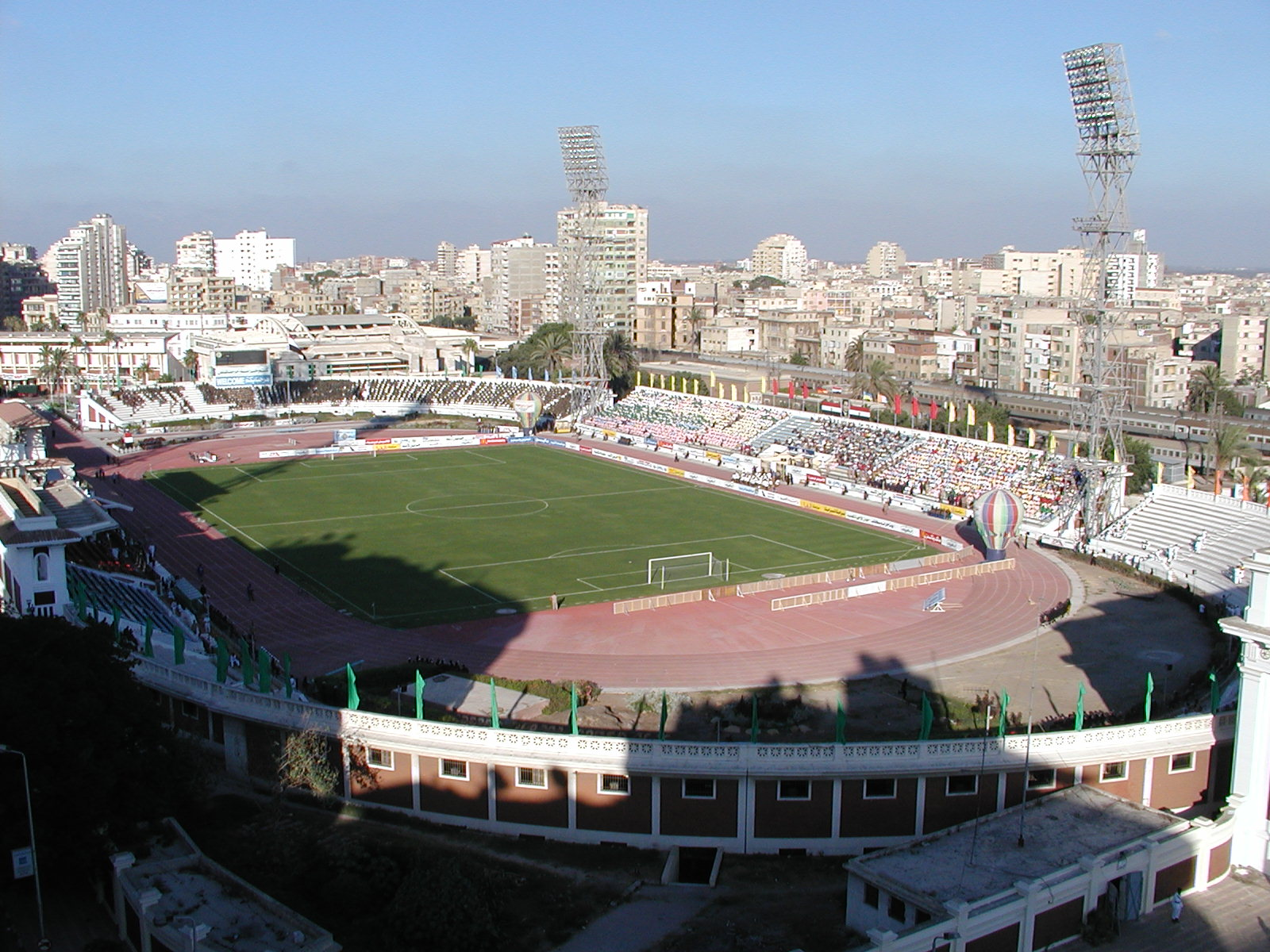
Александрийский стадион

Ныне южнее улицы Эль-Хуррия находятся главный железнодорожный вокзал Миср (Каирский), Александрийский стадион и Музей изобразительного искусства, севернее — Греко-римский музей и Музей греческого поэта Константиноса Кавафиса. Рядом с Греко-римским музеем, между улицами Эль-Хуррия и Салах Мустафы, раскинулся квартал Баб-Шарк, застроенный старинными домами и особняками, в которых размещаются консульства иностранных держав и культурные центры (в том числе американский и российский).
Греко-римский музей был открыт в конце XIX века в небольшом помещении на бульваре Розетты по инициативе итальянского археолога Джузеппе Ботти и при поддержке египетского хедива Аббаса II Хильми. В 80-х годах XX века музей перевели в теперешнее, более просторное здание в неоклассическом стиле с колоннами, окруженное прекрасным садом. Здесь в 27 залах выставлено множество уникальных экспонатов, охватывающих период от IV века до н. э. по IV век н. э., в том числе мумии, фрагменты святилищ и гробниц, статуи, саркофаги, фрески, мозаика, сосуды, бюсты, ювелирные изделия, папирусы и монеты.

### Национальный музей

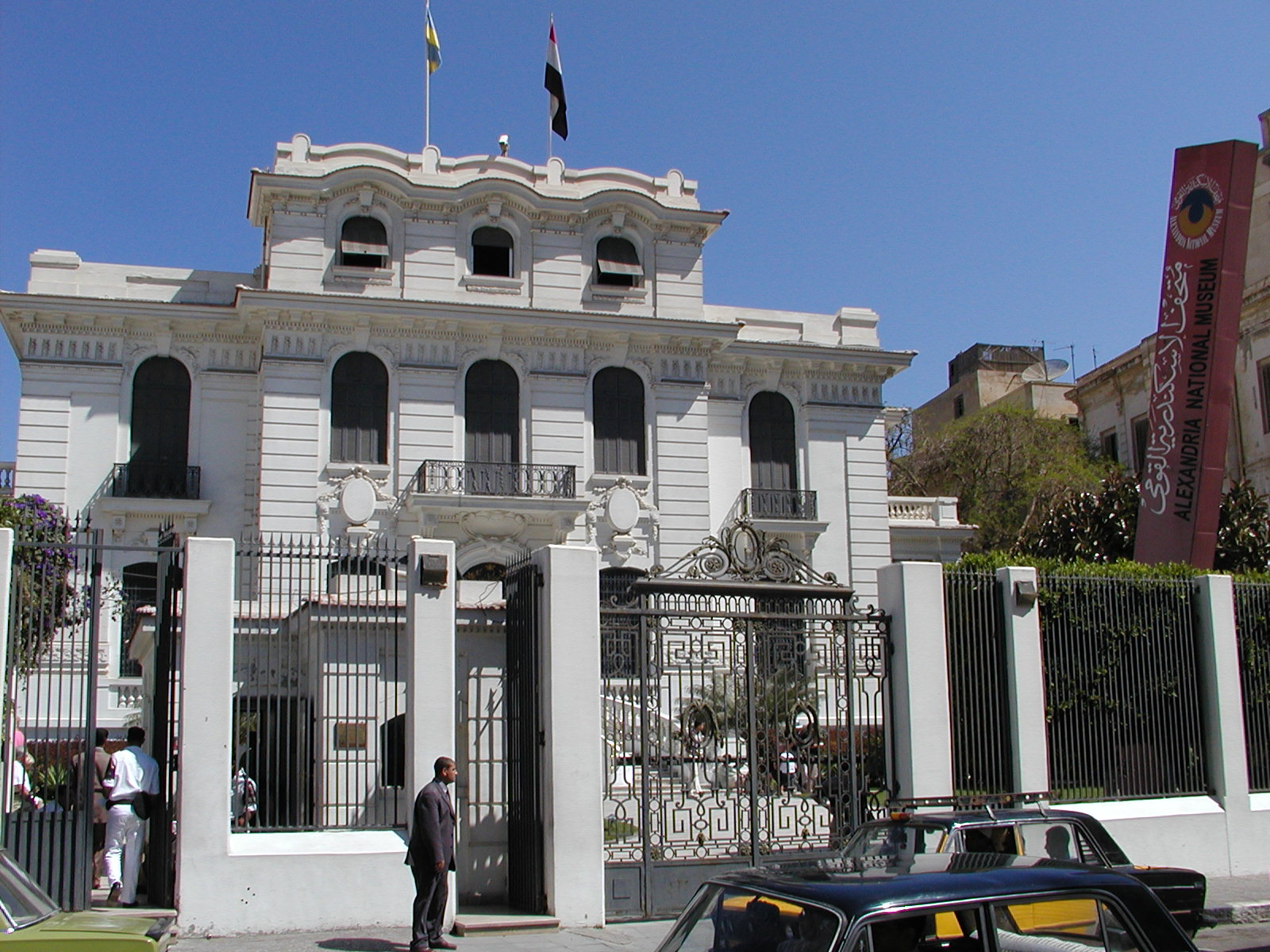
Национальный музей Александрии

На улице Эль-Хуррия в конце 2003 года открылся Национальный музей Александрии, занявший прекрасно восстановленный дворец в итальянском стиле, построенный в 1926 году богатейшим торговцем древесиной аль-Саадом Бассили-пашой. Большинство экспонатов музея были позаимствованы из других собраний, часть появилась благодаря археологическим раскопкам в самой Александрии. На первом этаже собраны мумии фараонов и предметы из истории Древнего Египта, в том числе статуи, папирусы и предметы для письма. Второй этаж отдан под артефакты греко-римского периода, включая поднятые со дна моря статуи и монеты. На третьем этаже выставлены экспонаты византийского, арабского и современного периодов (коптские ткани и мозаика, арабские ковры, вазы, стеклянная посуда, деревянная резьба и фонари, предметы быта и портреты XIX—XX веков).

### «Колонна Помпея» и катакомбы
Вдоль улицы Шериф, идущей от вокзала Миср к кладбищу, сохранились построенные в конце XIX — начале XX веков здания производственных цехов и мастерских. В квартале Кармус (Кармуз) на холме возле мусульманского кладбища и канала Махмудия возвышается 27-метровая «Колонна Помпея». Так её прозвали захватившие город крестоносцы, хотя колонна не имеет никакого отношения к Помпею Великому и была возведена в конце III века году в честь взятия Александрии Диоклетианом. Монолит из красного асуанского гранита весом почти в 300 тонн является крупнейшей триумфальной колонной, построенной римлянами за пределами имперских столиц, Рима и Константинополя.
Здесь же в античный период располагался построенный при Птолемее III Серапеум — самый большой и великолепный храм города, разрушенный христианами в 392 году (еще один Серапеум находился в соседнем Канобе; он был важнейшим культовым центром Птолемеев и Римского Египта, по его образу строились святилища египетским богам по всей Римской империи). Сегодня вокруг «Колонны Помпея» разбросаны фундаменты римских строений, несколько сфинксов, колонн меньшего размера и каменных скульптур древнеегипетского и древнегреческого периодов, а в подземельях виднеются остатки Серапеума (по одной из версий «Колонна Помпея» является сохранившейся частью храма Сераписа).

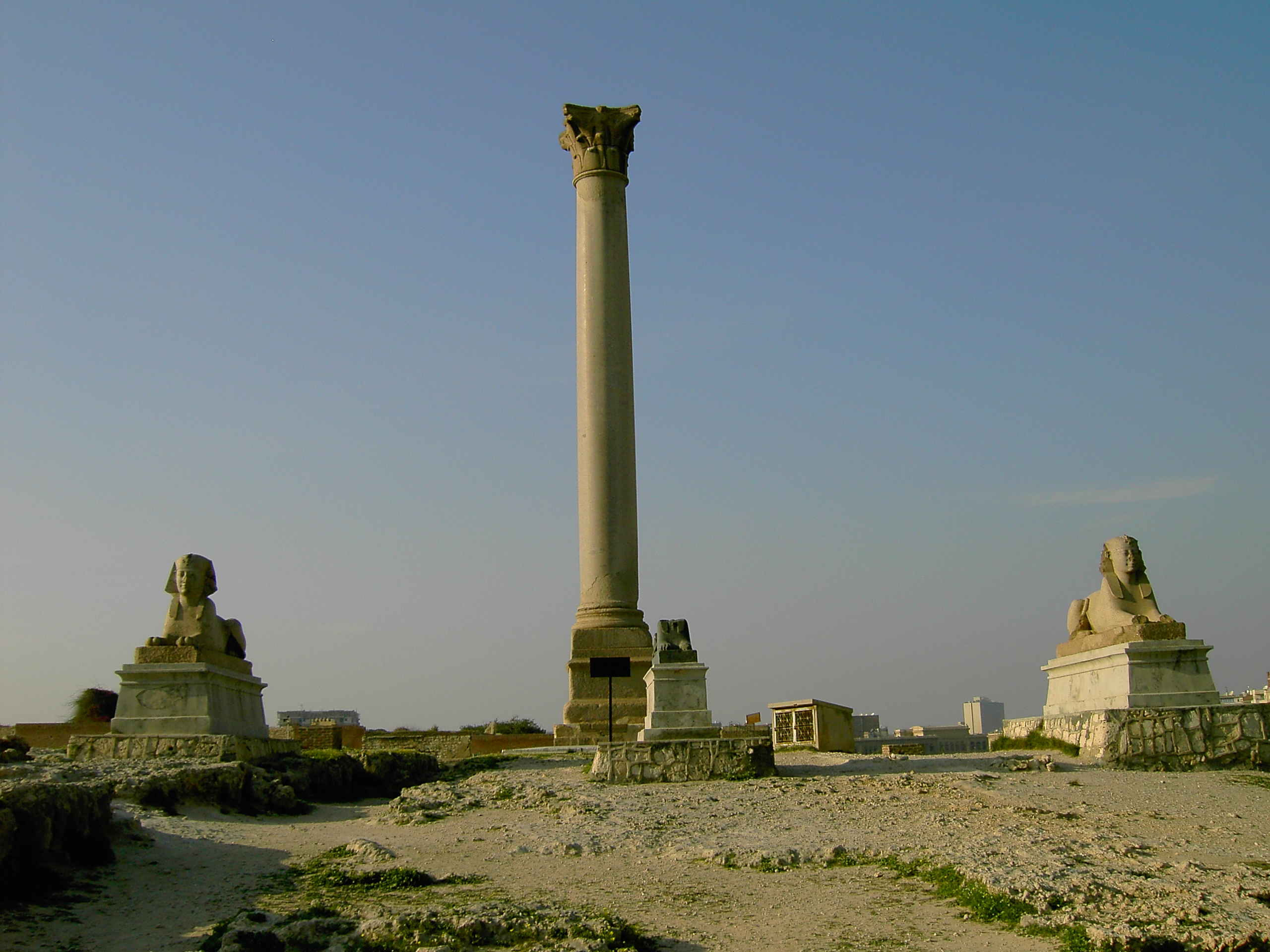
Колонна Помпея

Расположенные рядом с «Колонной Помпея» катакомбы Ком-эль-Шукафа представляют собой многоуровневый античный некрополь, состоящий из лабиринта туннелей, лестниц и залов с гробницами. Археологические объекты, найденные здесь, в том числе саркофаги, колонны и статуи, имеют смешанный египетско-греко-римский стиль и относятся к II—IV векам. Произошедший в сентябре 1900 года случайный провал свода вновь открыл доступ к давно заброшенным катакомбам, после чего в них проводились масштабные археологические раскопки, реставрационные работы и откачка воды с затопленных нижних ярусов. Лишь в 1995 году катакомбы были открыты для свободного посещения.
Изначально они предназначались одной богатой языческой семье, затем разрослись до сотни погребений и возможно даже использовались ранними христианами. Особо впечатляют в Ком-эль-Шукафа трапезный зал «Триклиниум», использовавшийся родственниками умершего для проведения церемоний прощания, и «Зал Каракаллы», где было захоронено множество людей и животных, убитых по приказу этого жестокого римского императора. По-арабски катакомбы называются Ра-Кедил, что значит «Насыпь черепков» или «Курган осколков» (в соответствие с древними обычаями забирать посуду после поминальных обрядов было не принято, поэтому её осколками были усыпаны полы всего некрополя). В отдельно стоящем на поверхности здании размещается гробница Тиграна.

### Библиотека

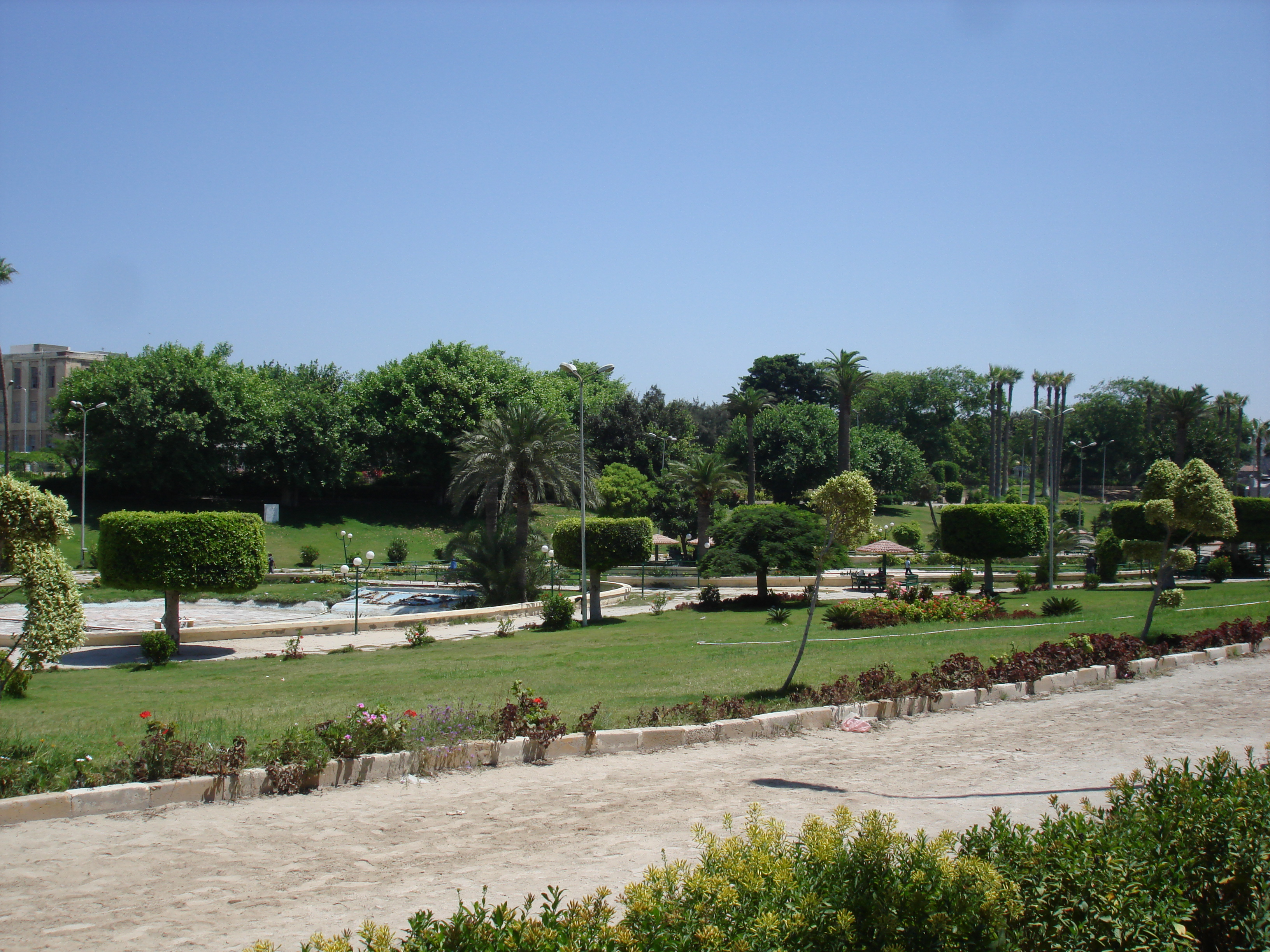
Сад Шаллалат

Очень интересен квартал Шатби или аль-Шатби, начинающийся у мыса Эс-Силсилах (одноименные сад и форт занимают территорию, в древности известную как мыс Лохиас). Здесь расположены библиотека Александрина, основанный в 1938 году Александрийский университет, лицей Аль-Хоррейя, основанный французами в 1909 году, католический колледж Святого Марка, основанный французами в 1928 году, школа для мальчиков Эль-Наср, основанная британцами в 1929 году, женская школа Сент-Жанн-Антид, основанная французами в 1934 году, женский колледж Эль-Наср, основанный британцами в 1935 году, и красивый сад Шаллалат, в котором среди пальм и прудов чудом сохранились башня и часть городской стены Александрии арабского периода с остатками римской кладки.

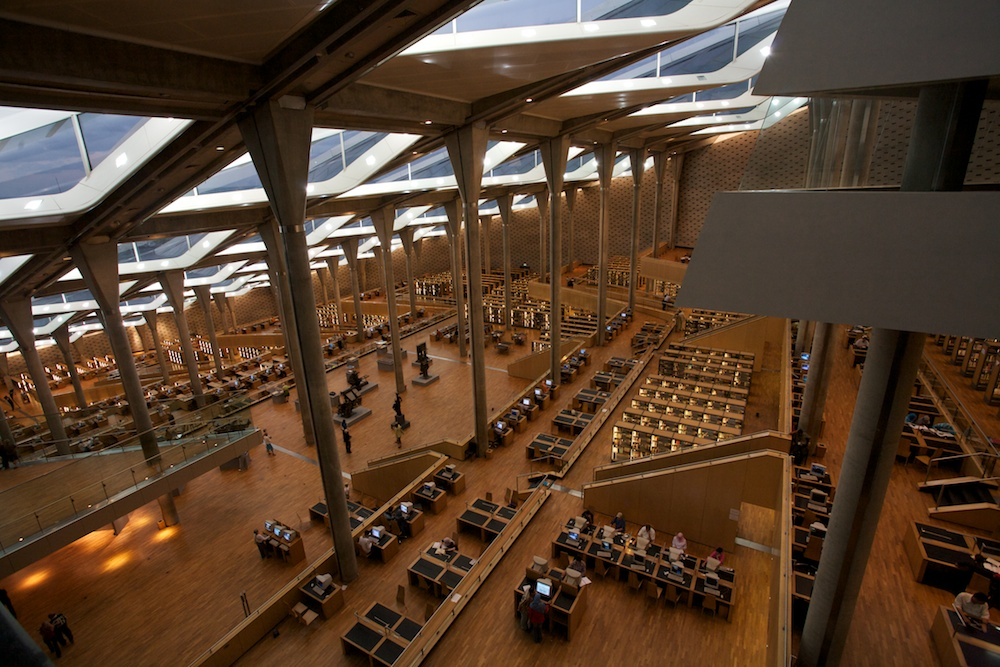
Интерьер Библиотеки Александрина

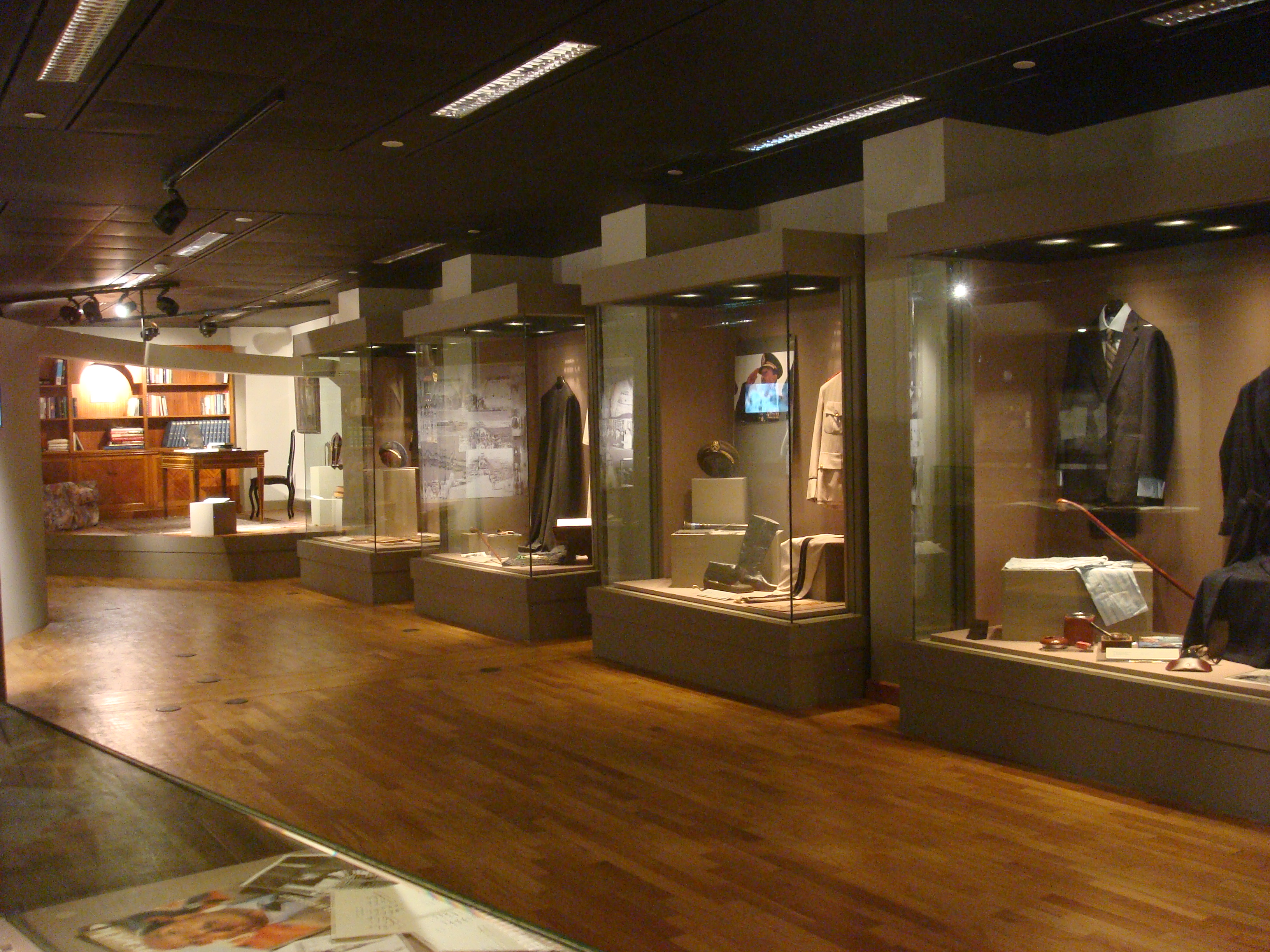
Музей Садата

Строительство библиотеки Александрина началось в 1995 году, а в 2002 году она открылась для посетителей. Облицованный гранитом огромный читальный зал, расположенный под стеклянной крышей, каскадами спускается к морю (большая часть книг в собрании на арабском, французском и английском языках). В подземной части библиотеки размещены музей древностей, постоянно действующие выставки редких книг, современного и арабского народного искусства, лаборатория реставрации рукописей. У входа в библиотеку, окруженную голубой гладью бассейнов и зеленью скверов, установлена 12-метровая статуя царя Птолемея II, поднятая археологами со дна моря. Также в комплекс библиотеки входят зал конференций, планетарий и открытый в 2009 году Музей Садата, где выставлены личные вещи, портреты и подарки, полученные президентом.
В квартале Зизения находится Королевский музей ювелирных изделий, открытый в 1986 году в бывшем дворце принцессы Фатимы Аль-Захры. В его залах экспонируется огромная коллекция великолепных украшений династии Мухаммеда Али (XIX—XX век), а также живопись и скульптура XIX века. Окруженный чудесным садом роскошный, но уютный дворец был построен в 1919 году в неоклассическом стиле, его стены и потолки украшены прекрасными росписями, изображающими различные исторические сцены и пейзажи.
В преимущественно промышленном квартале Лаббан, расположенном возле Западной гавани (район аль-Гумрук), стоит осмотреть церковь и клинику Сабаа-Банат, церковь Святой Катерины, немецкую школу Сан Карл Борроми, французскую школу Сен Винсен де Пол и историческую площадь Болутан. Западный район Агами (Аль-Агами) является известным средиземноморским курортом Египта, застроенным частными виллами и отелями. С 50-х годов XX века он стал активно развиваться как место отдыха египетской элиты и богатых иностранцев, однако сохранил интересные памятники старины — несколько османских сторожевых башен и французский форт, построенный во время наполеоновской оккупации Египта. Благодаря своим великолепным пляжам и довольно респектабельной публике Аль-Агами заслужил репутацию эдакого «египетского Сен-Тропе».
В квартале Ибрахимия находится знаменитый и престижный «Александрийский спортивный клуб» или «Спортинг», открывшийся еще в 1898 году. Сейчас здесь работает один из лучших гольф-клубов города, а также два плавательных бассейна, теннисные корты, футбольные и баскетбольные площадки, конный клуб. Рядом с ним расположена интересная коптская церковь Святого Такла Гайманота, построенная в 1969 году и реконструированная в 2005 году. Все росписи и иконы церкви созданы выдающимся египетским художником Исааком Фанусом. В квартале Сиди Габер расположены штаб Северного военного округа египетской армии и оживленная железнодорожно-трамвайная станция, при которой действует довольно познавательный музей железнодорожного транспорта.

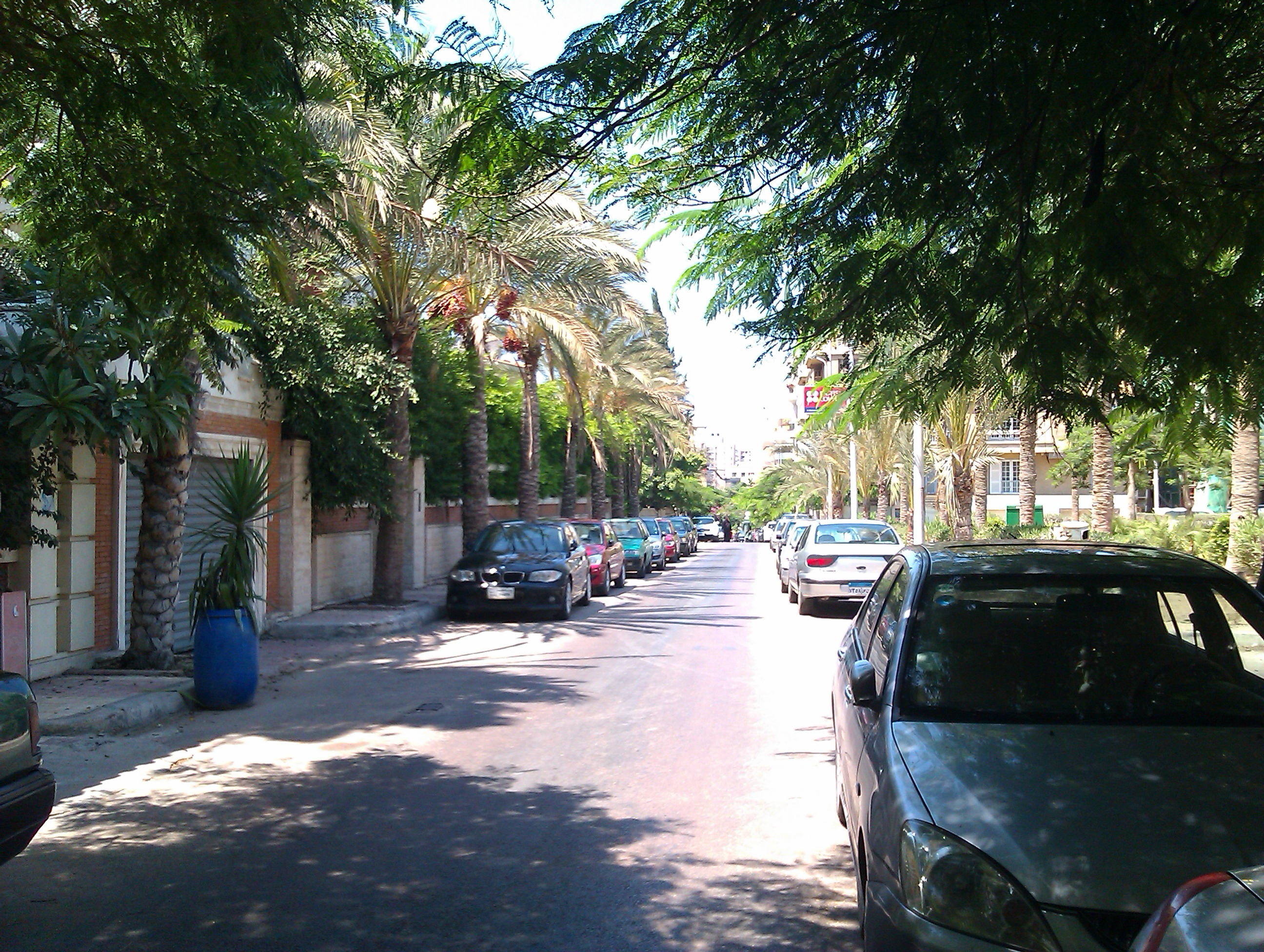
Кафр-Абду

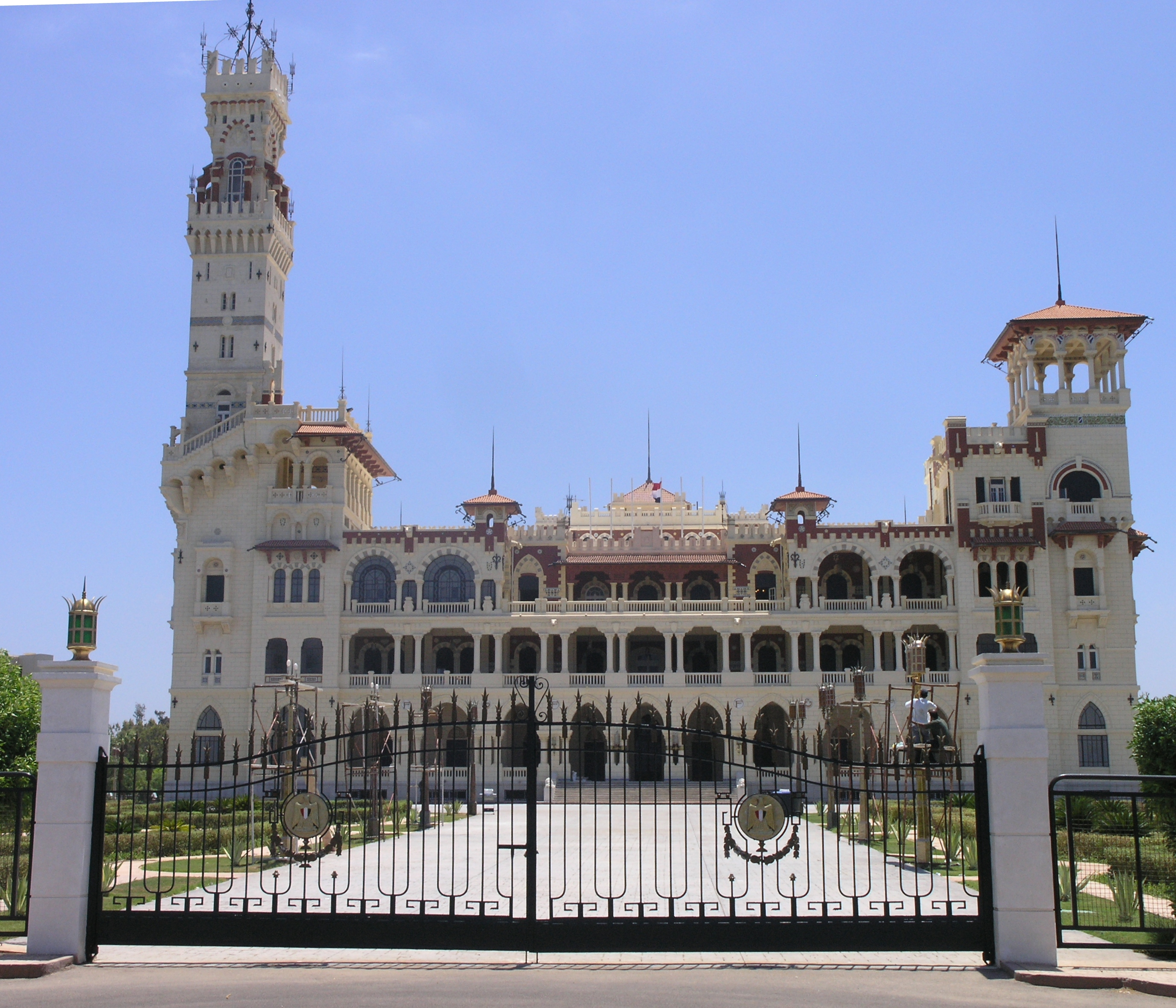
Дворец Монтаза

В соседнем квартале Смуха находятся открытый в 1958 году Александрийский зоопарк, примыкающие к нему пейзажные сады Нуза и Антониадиса, а также частный университет Фарос и парк Грин Плаза, возле которого построен одноименный торговый центр с отелем «Хилтон». Вокруг великолепного дворца Антониадиса, построенного по заказу богатого местного грека, в саду установлены мраморные статуи известных путешественников и античных богов, однако несмотря на элитарность места все пространство вокруг соседнего канала Махмудия занято трущобными кварталами бедняков.
В квартале Камб-Шезар возле Рушди сохранились четыре гробницы эпохи Птолемеев, а недалеко от них находится богатый и утопающий в зелени квартал Кафр-Абду. Он известен красивым парком Алленби (или Олимпик Парк), шикарными виллами и уютными кафе, хотя в последние годы многие колониальные особняки были снесены, а на их месте по воле алчных спекулянтов и застройщиков выросли многоэтажные жилые дома.
Знаменитый пляж Стэнли привлекает туристов 400-метровым мостом Стэнли, переброшенным через залив. В роскошном квартале Сан-Стефано в 2006 году открылся высотный многофункциональный комплекс «Сан Стефано Гранд Плаза», включающий люксовые апартаменты, пятизвёздочный отель сети «Four Seasons», офисы, торговый центр, кинотеатры, набережную и частный пляж с ресторанами, казино и причалом для яхт. В квартале Виктория, названом так в честь британской королевы, находится престижный частный колледж Виктория, основанный британцами в 1902 году.
Северо-восточный район Эль-Монтазах (Монтаза) включает кварталы Сиди-Бишр, Эль-Асафра, Эль-Мандара, Маамура и Абу-Кир. Знаменитый дворец Монтаза был основан в 1892 году как охотничий домик последнего египетского хедива Аббаса II Хильми. В 1932 году король Ахмед Фуад I построил более крупный летний дворец в смешанном турецко-итальянском стиле и заложил сады, ныне известные как парк Монтаза. Новый дворец Аль-Харамлик, одно время использовавшийся как резиденция Садата и Мубарака, ныне отведен под Музей династии Мухаммеда Али, а старый дворец Саламлек превращен в отель. 
Вокруг общественного парка Монтаза, занимающего площадь более 60 га и изобилующего клумбами, беседками и мостиками, а также вдоль здешних пляжей расположены виллы богатых египтян и фешенебельные отели. Возле островка Эль-Ахлам стоят яхты местной элиты, а в соседнем курортном квартале Маамура, также известном своими пляжами, отелями и парками, расположен новый Президентский дворец. В пригороде Абу-Кир, построенном на месте древнейшего порта Канопуса, находятся руины египетского и римского периодов, монастырь Святых Кира и Иоанна, крепость, которую при Мухаммеде Али использовали в качестве тюрьмы, и Арабская академия науки, технологии и морского транспорта. На дне залива Абукир покоятся недавно обнаруженные руины древних египетских городов Канопуса, Менутиса и Гераклиона.

## Галерея

Восточная гавань

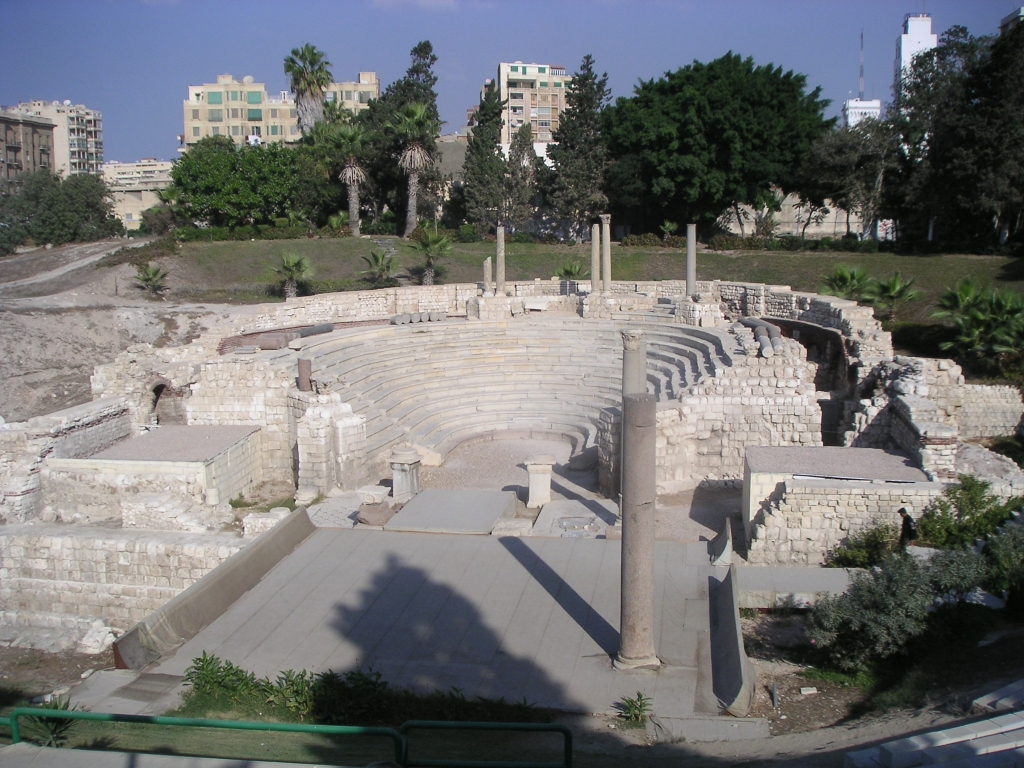
Римский театр
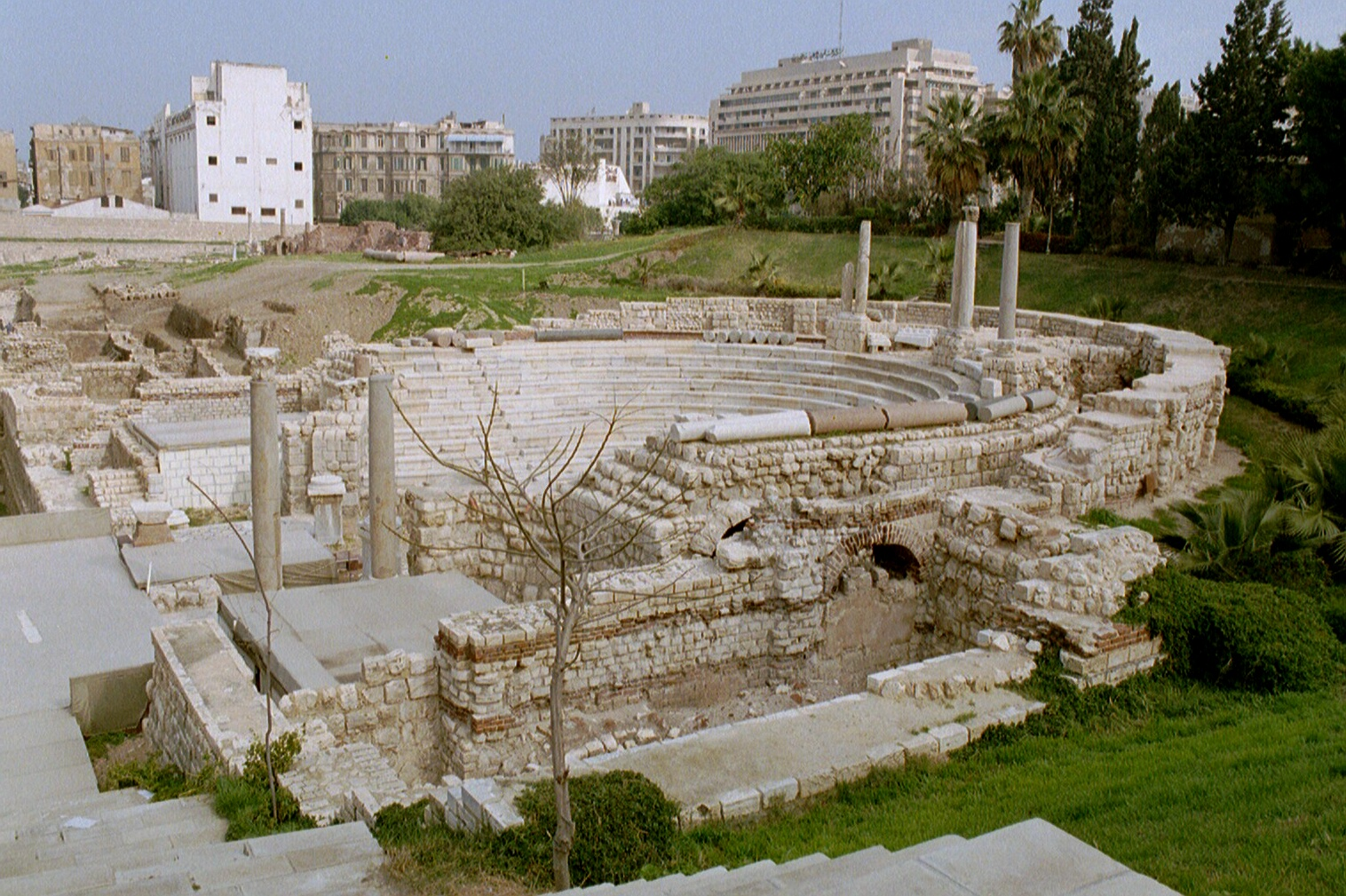
Римский театр
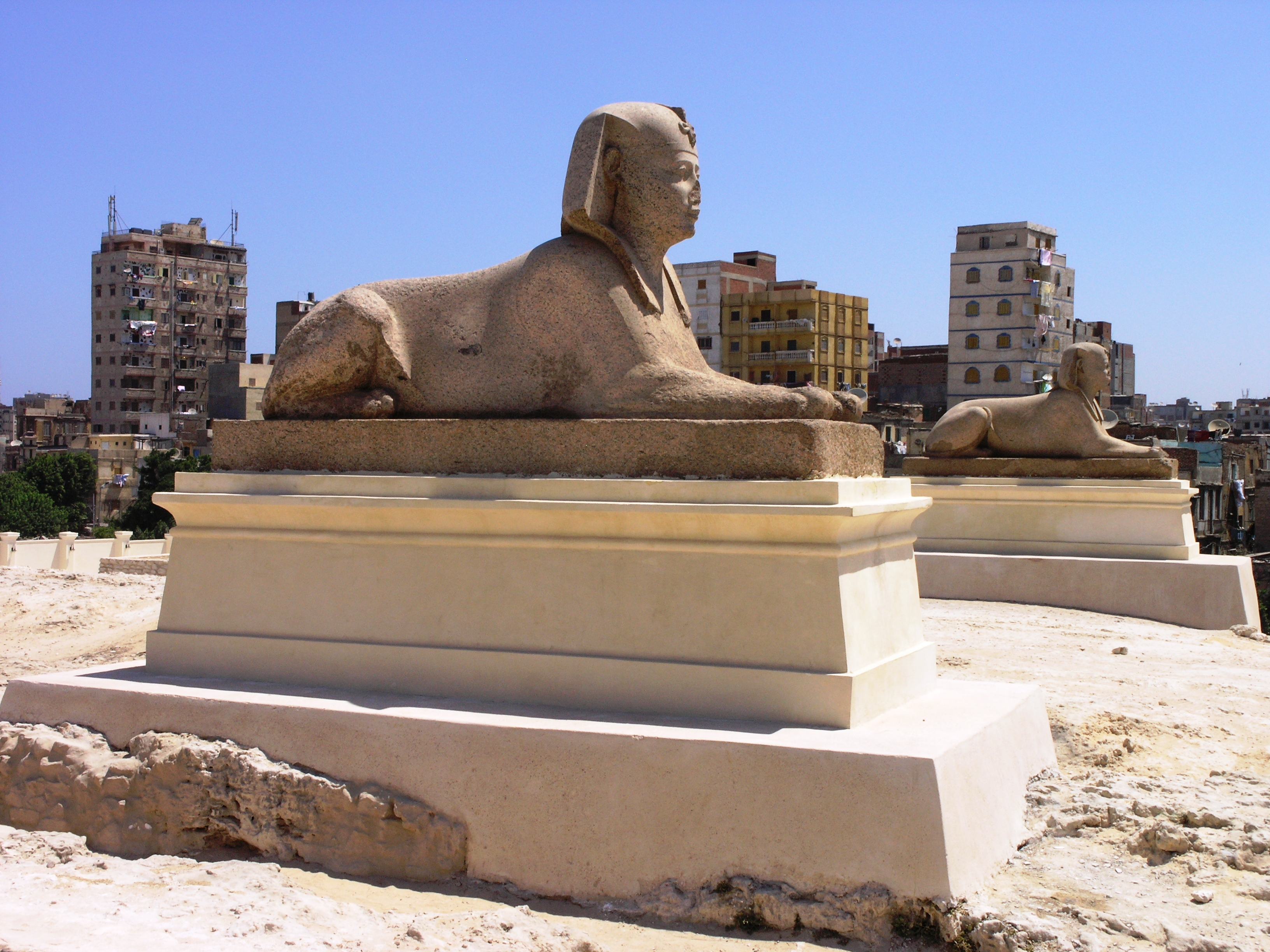
Сфинксы у Колонны Помпея
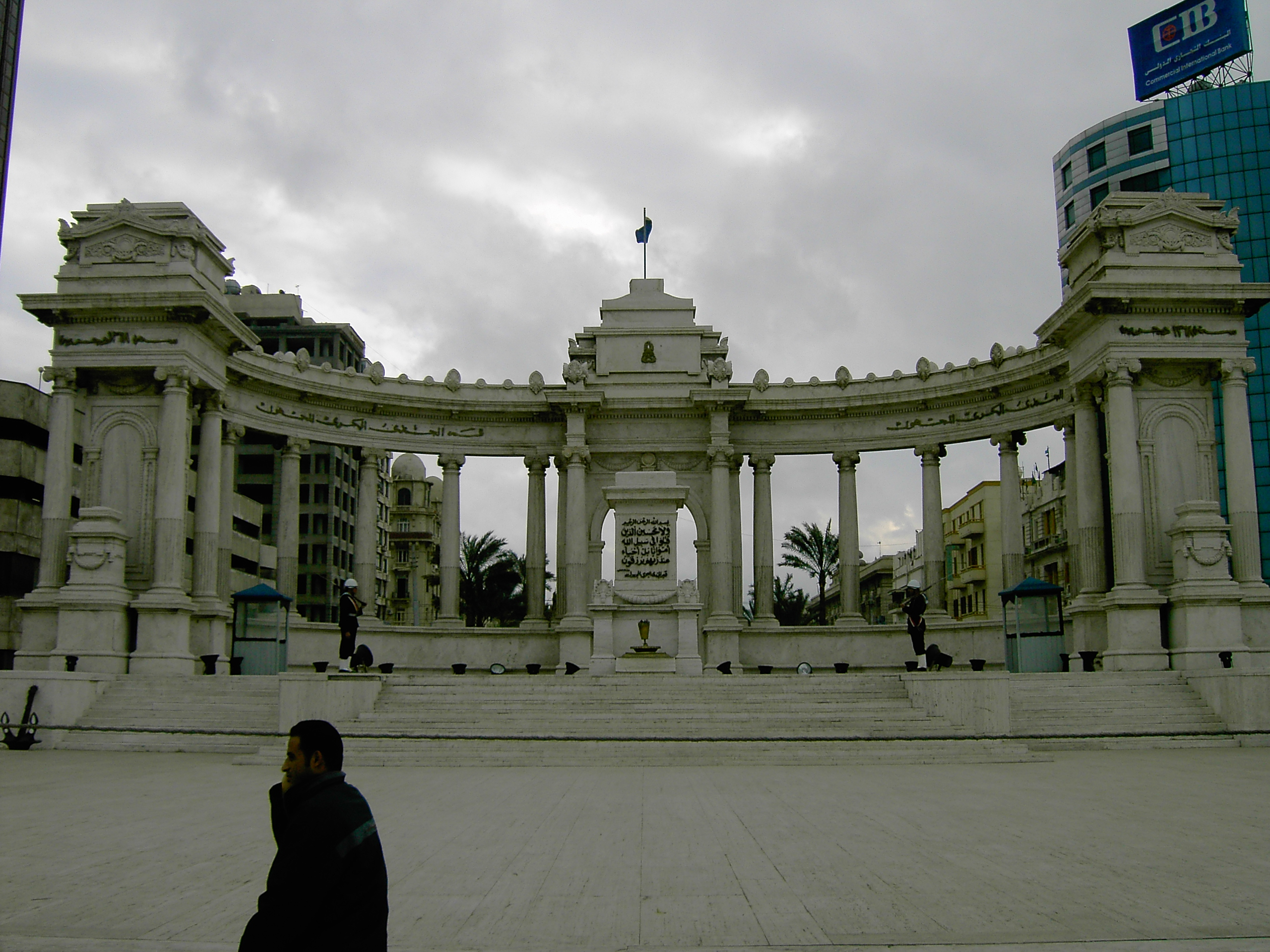
Площадь Ораби
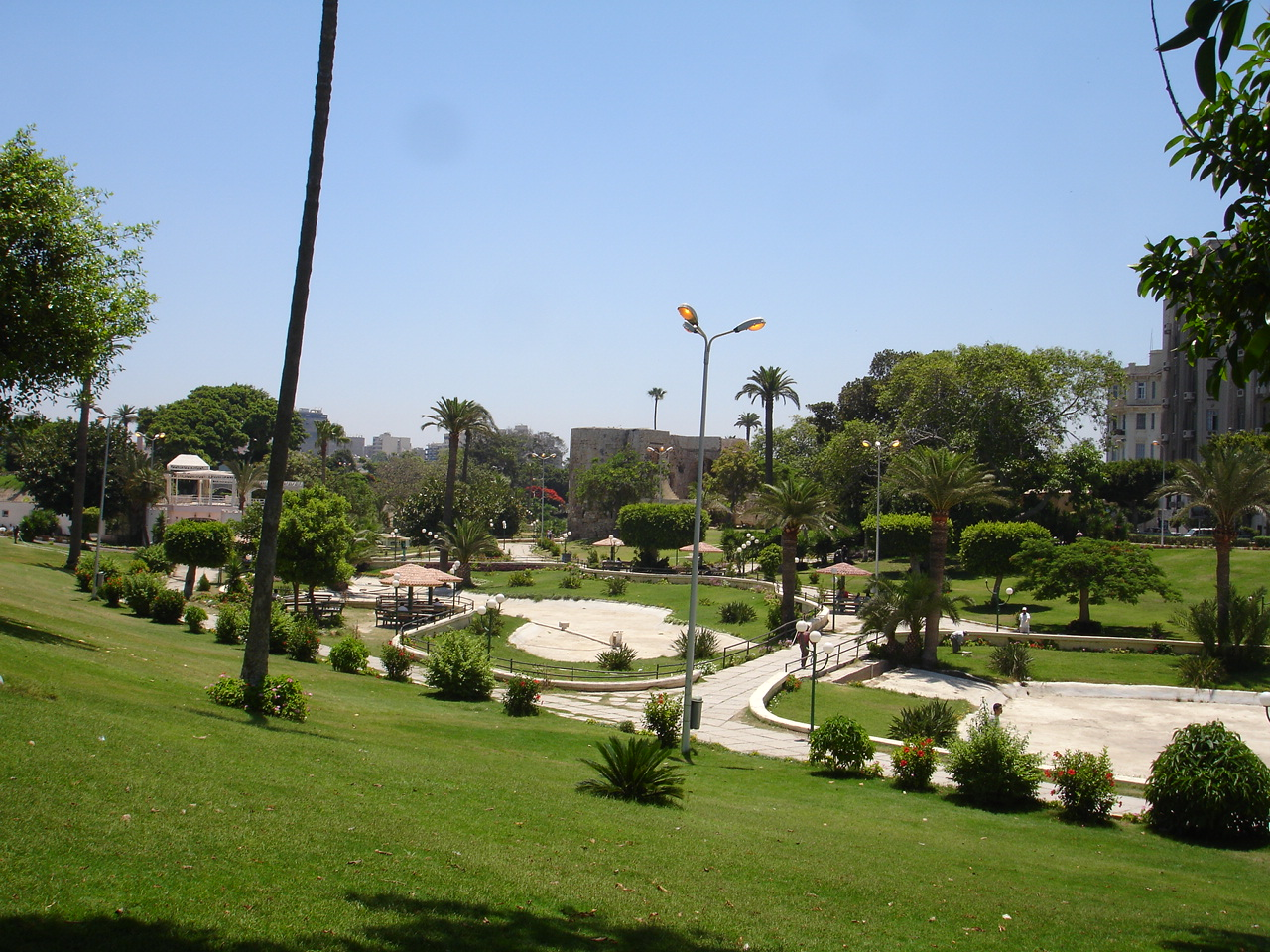
Сад Шаллалат
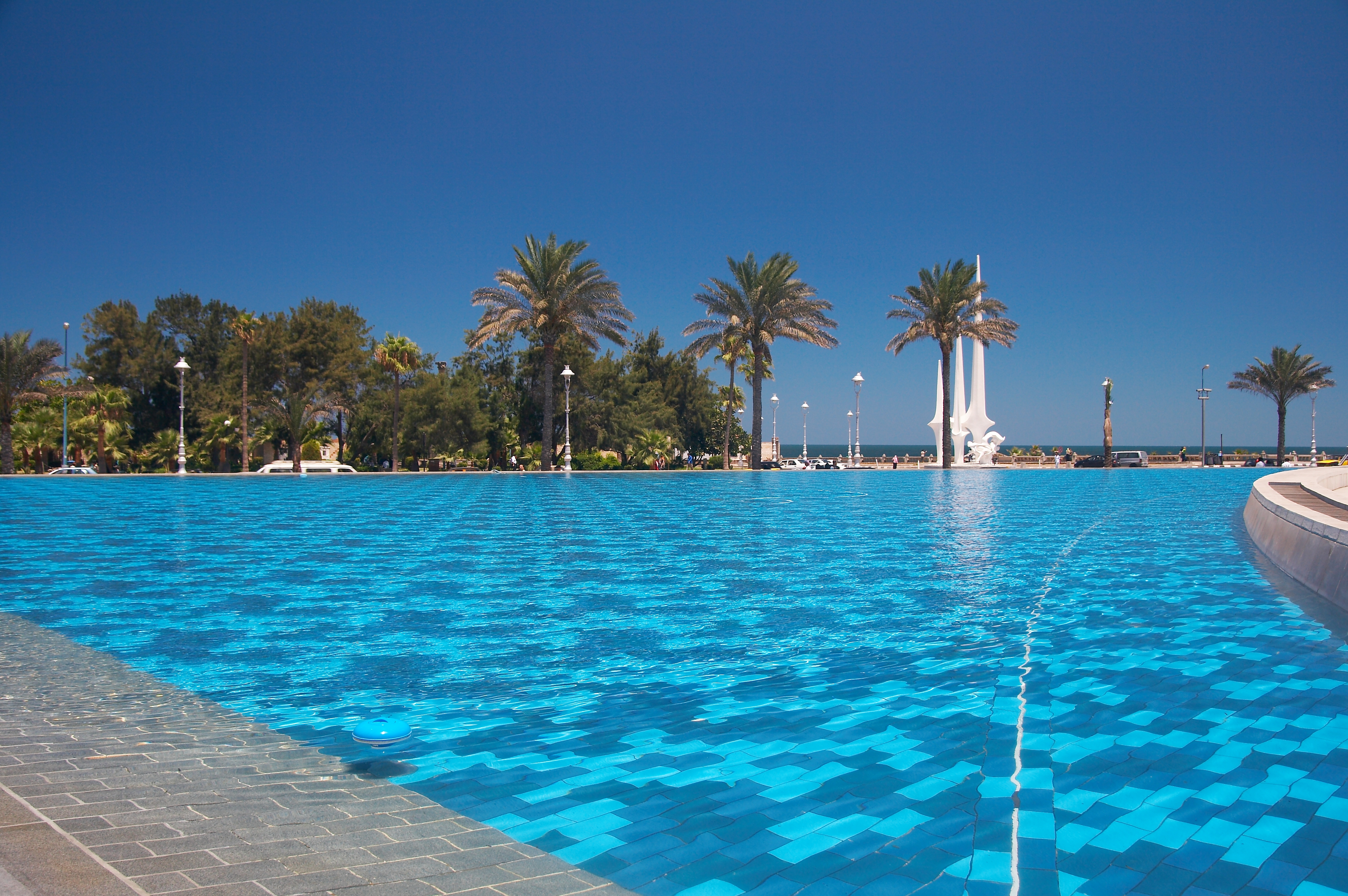
Библиотека Александрина
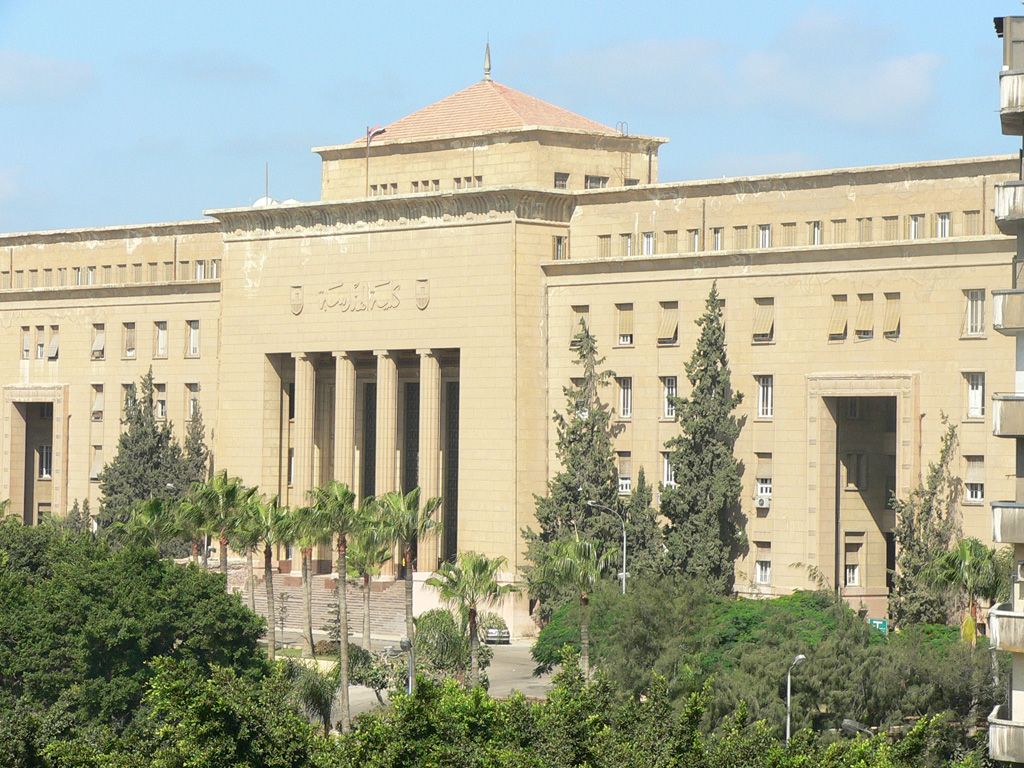
Университет Александрии
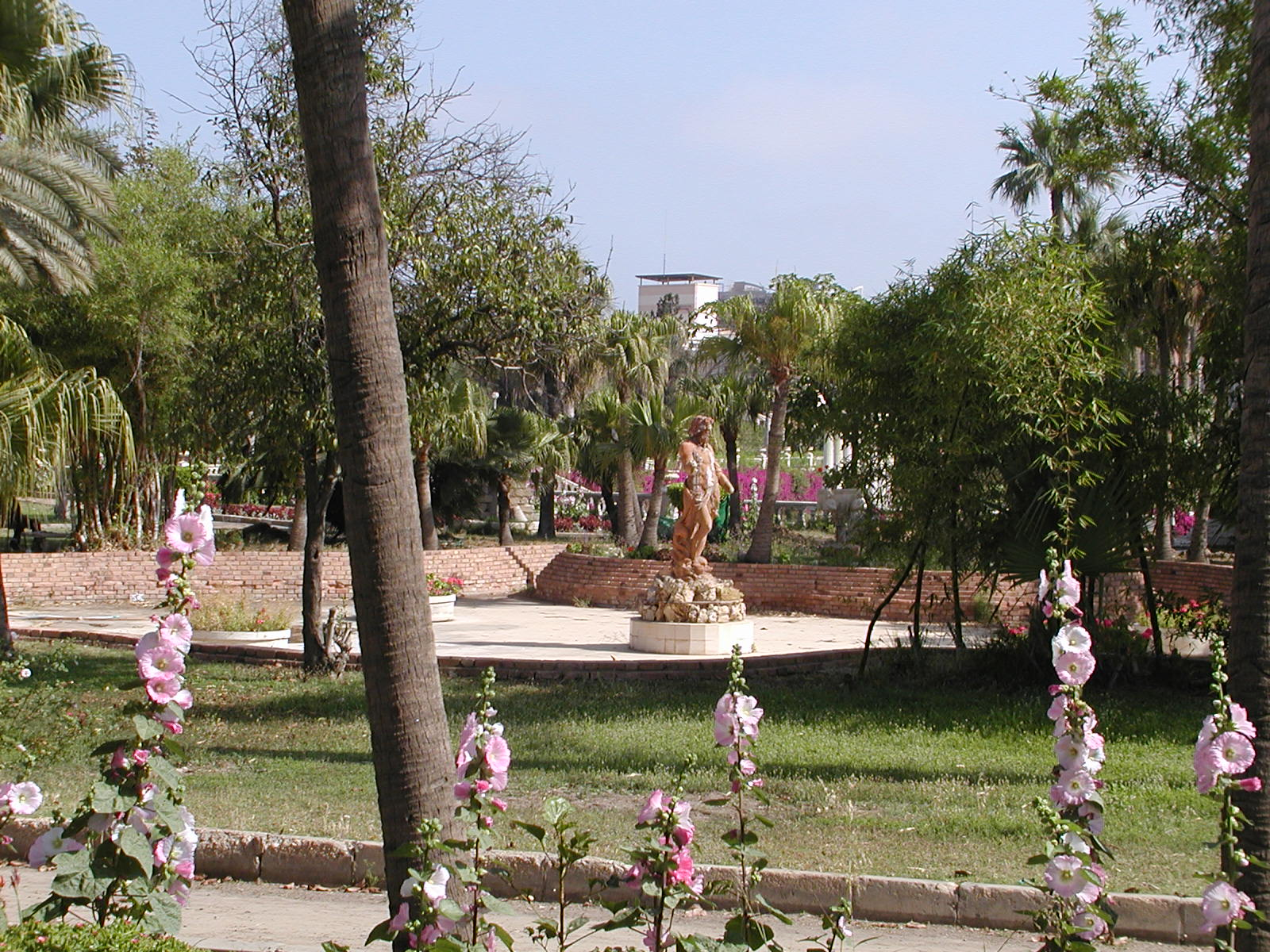
Сад Антониадиса
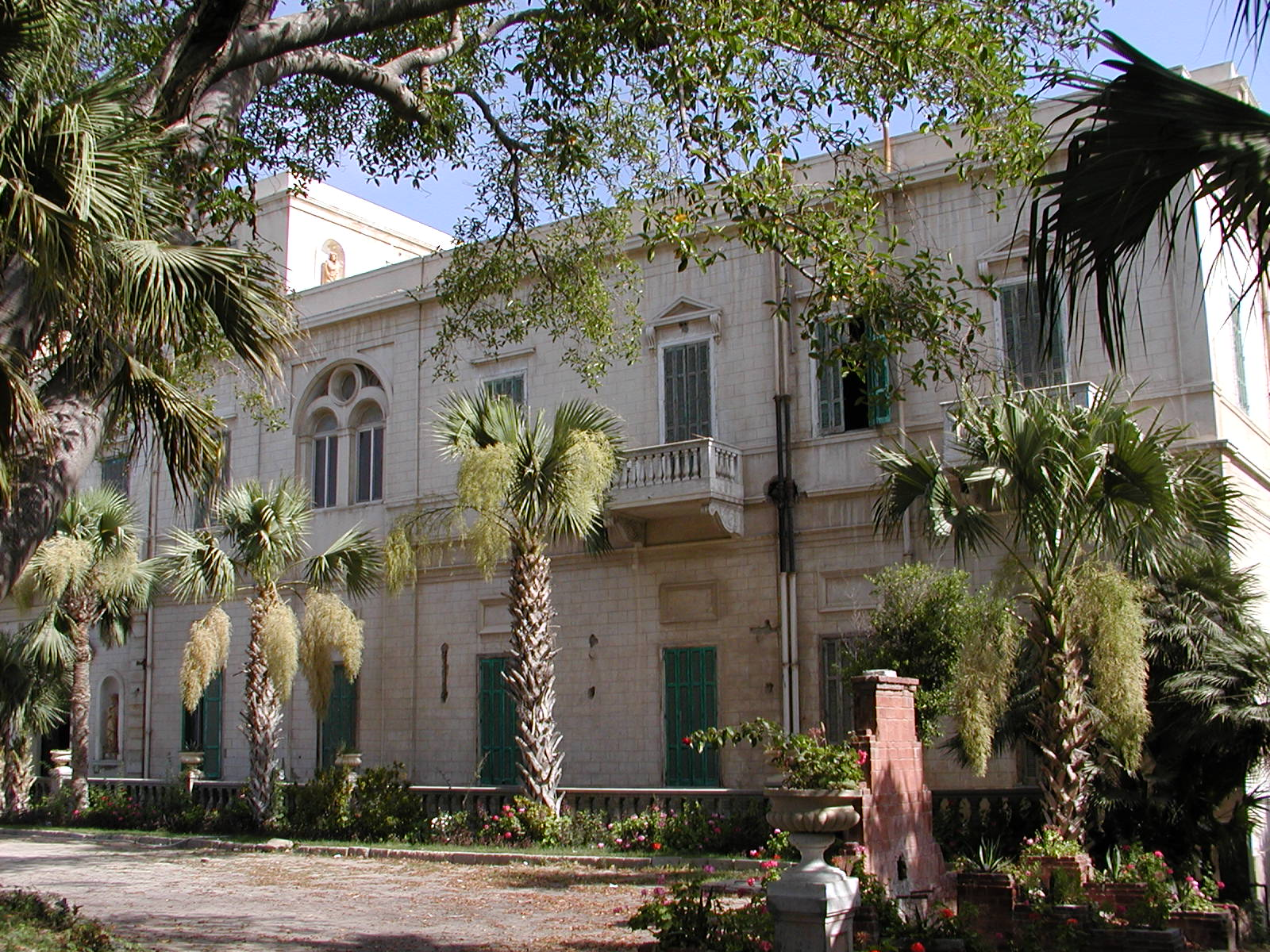
Дворец Антониадиса
Пляж Стэнли
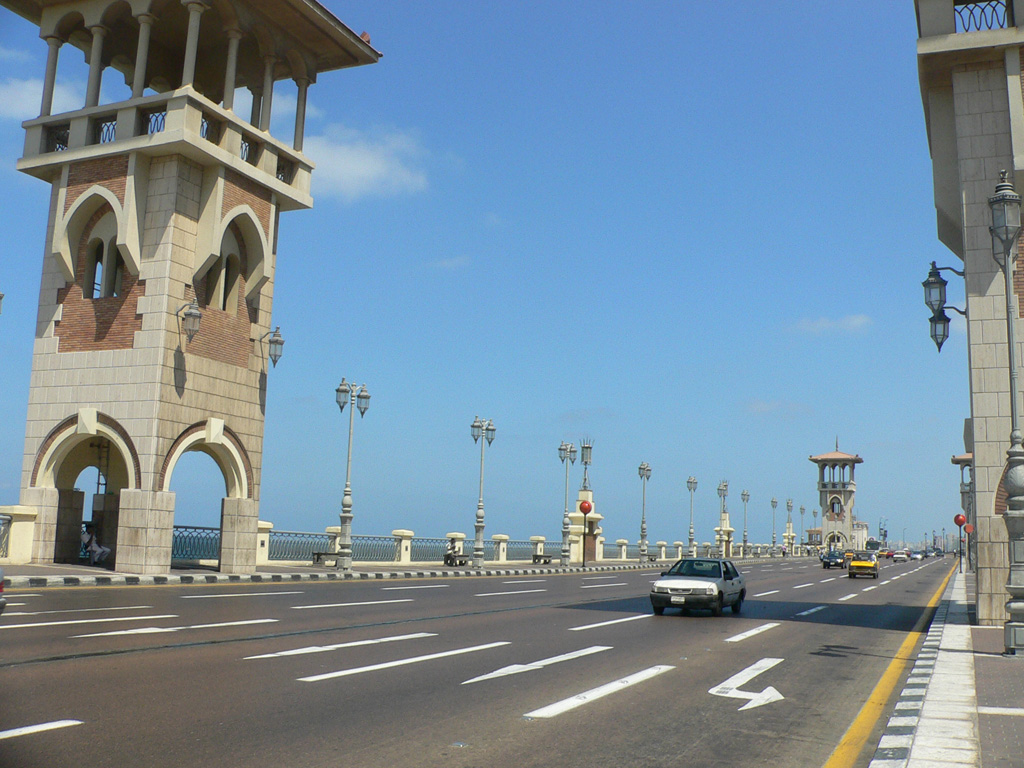
Мост Стэнли
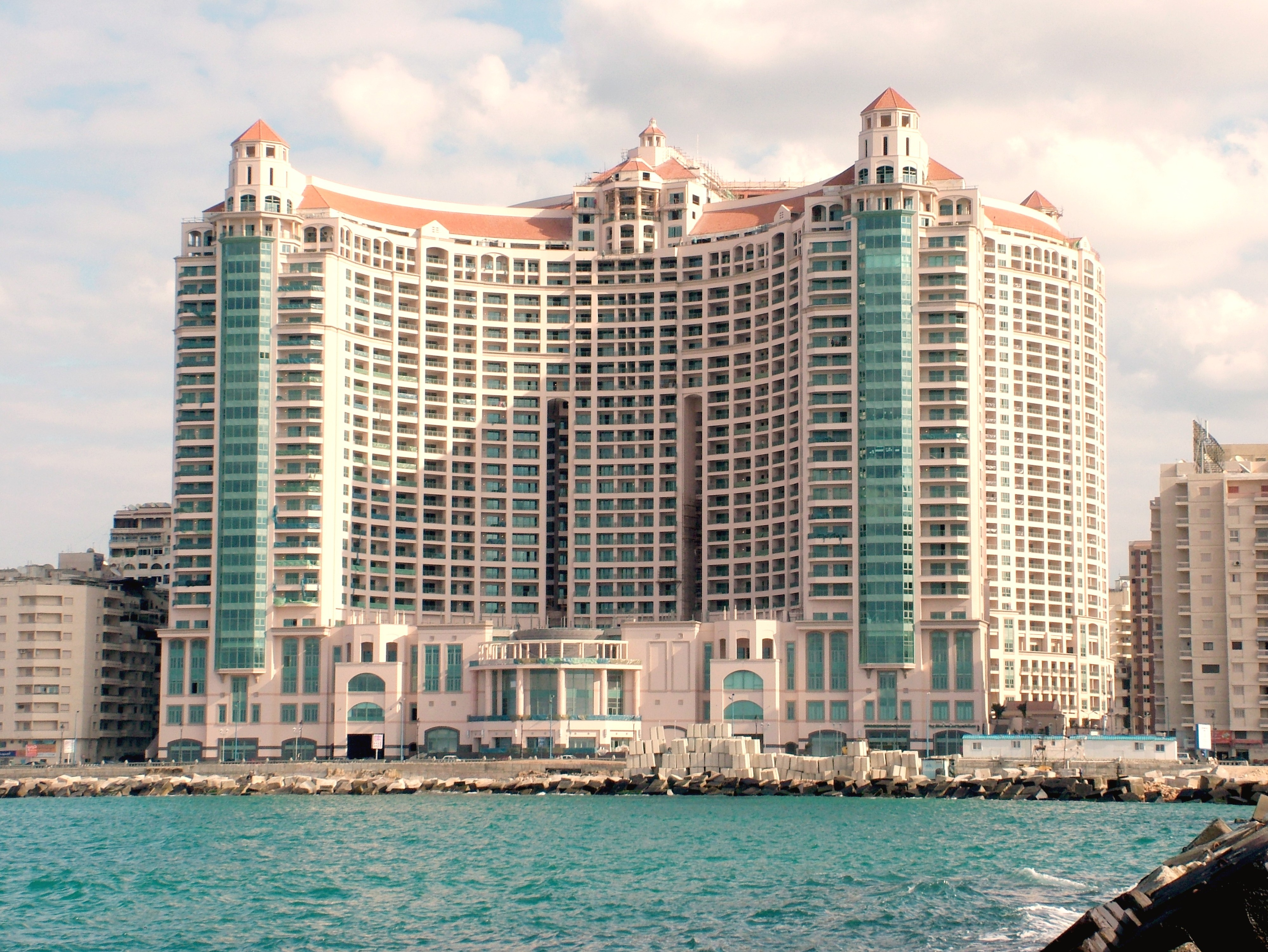
Сан-Стефано
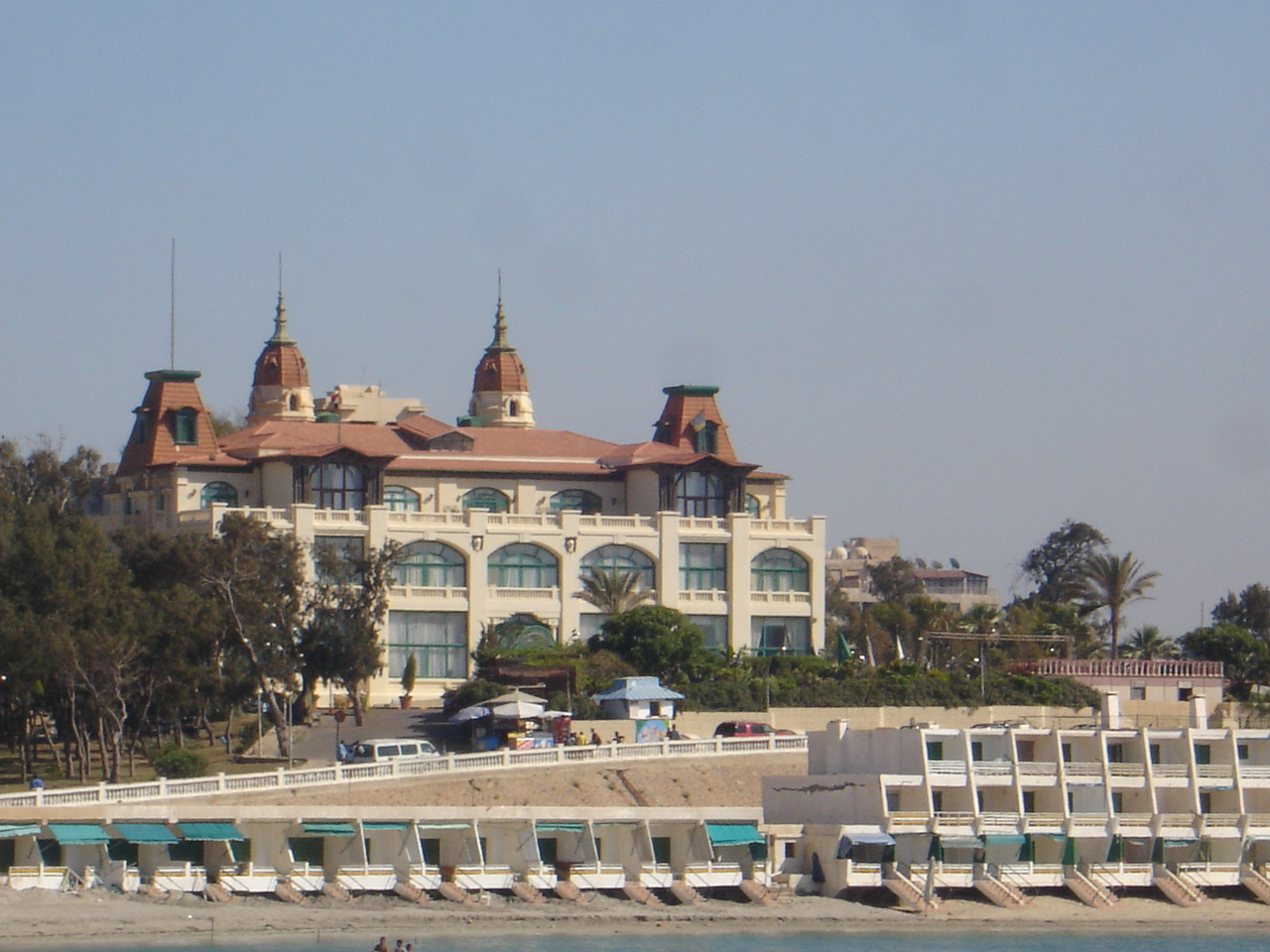
Монтаза
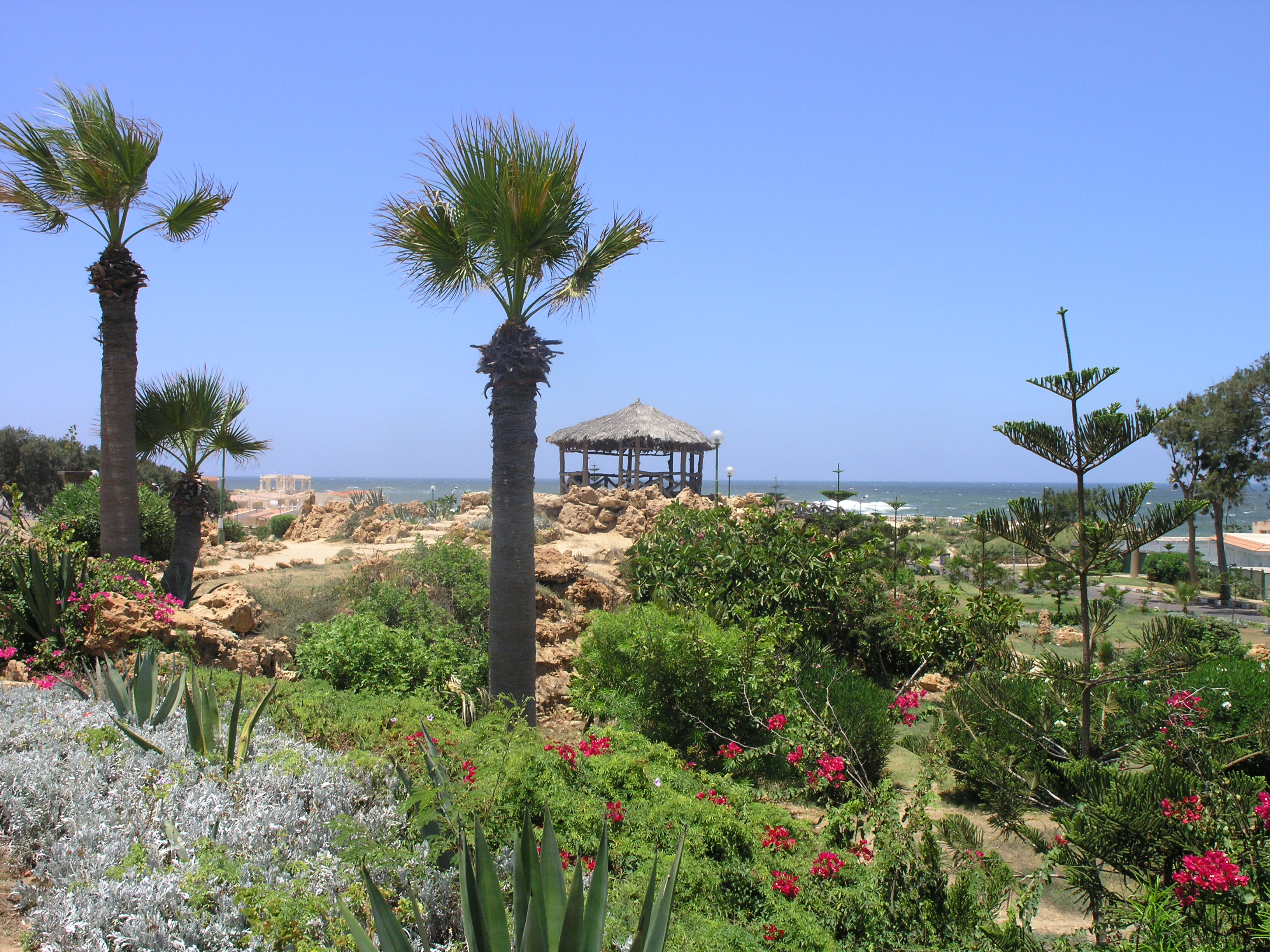
Парк Монтаза
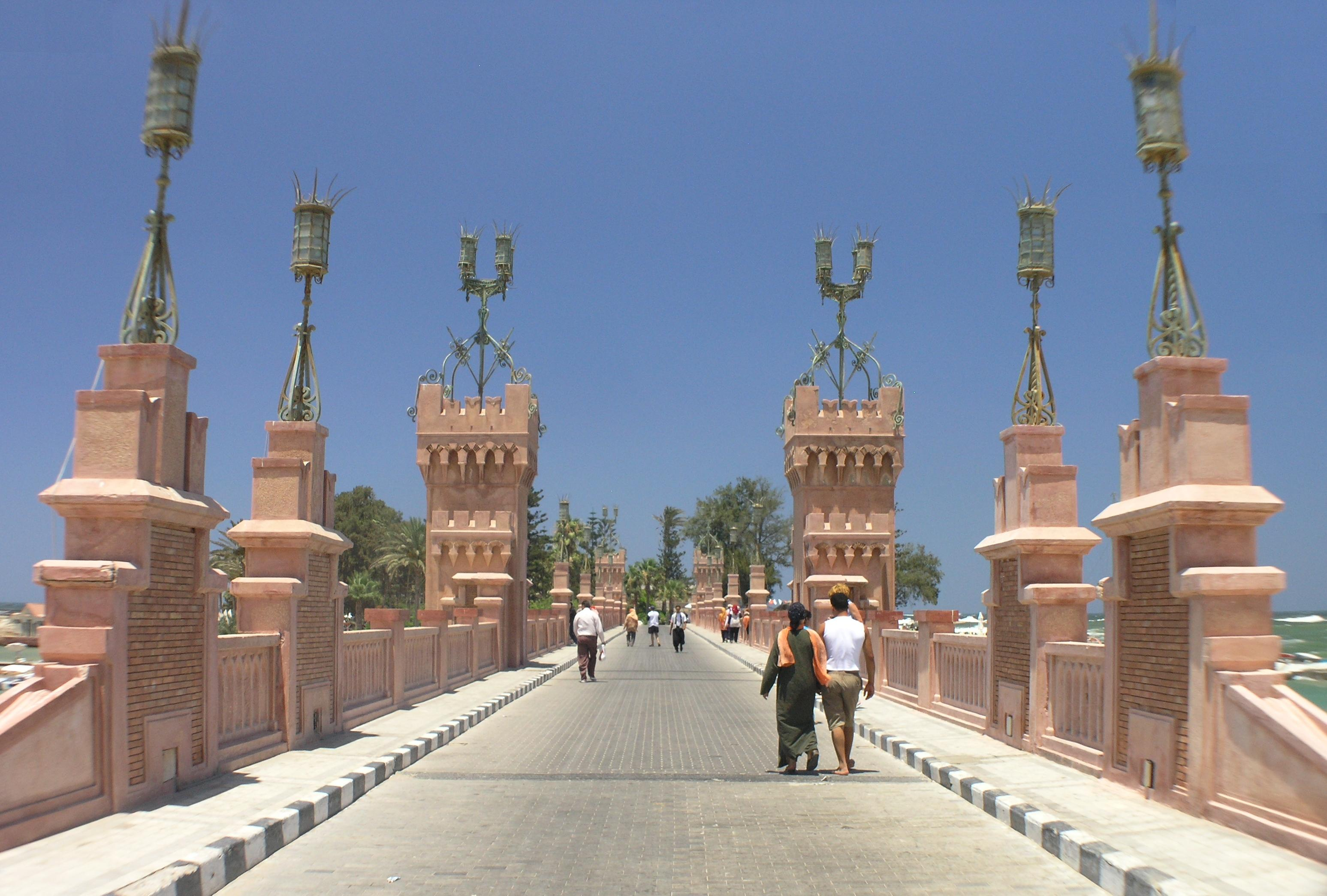
Монтаза, мост Фарука
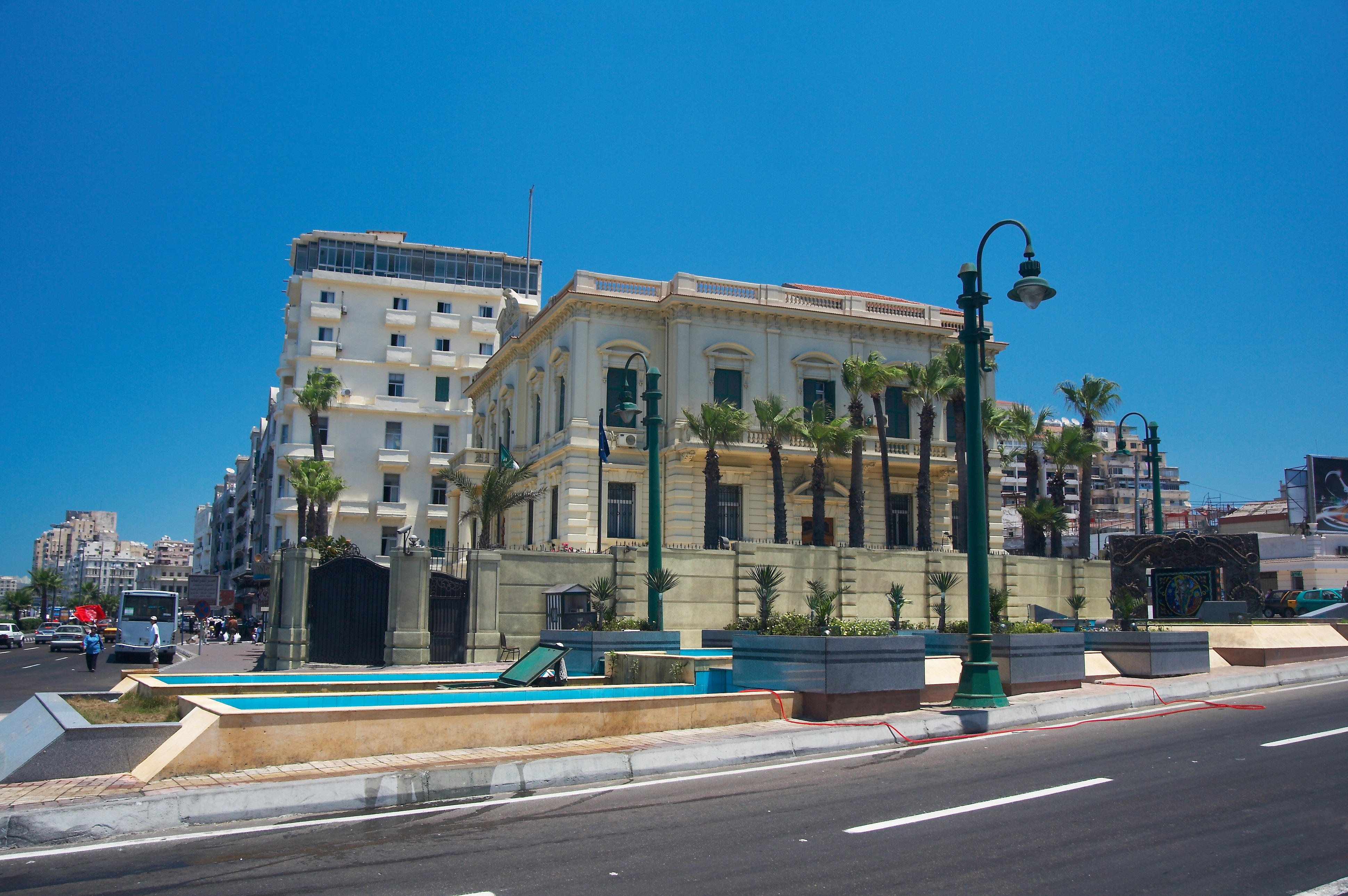
Консульство Италии
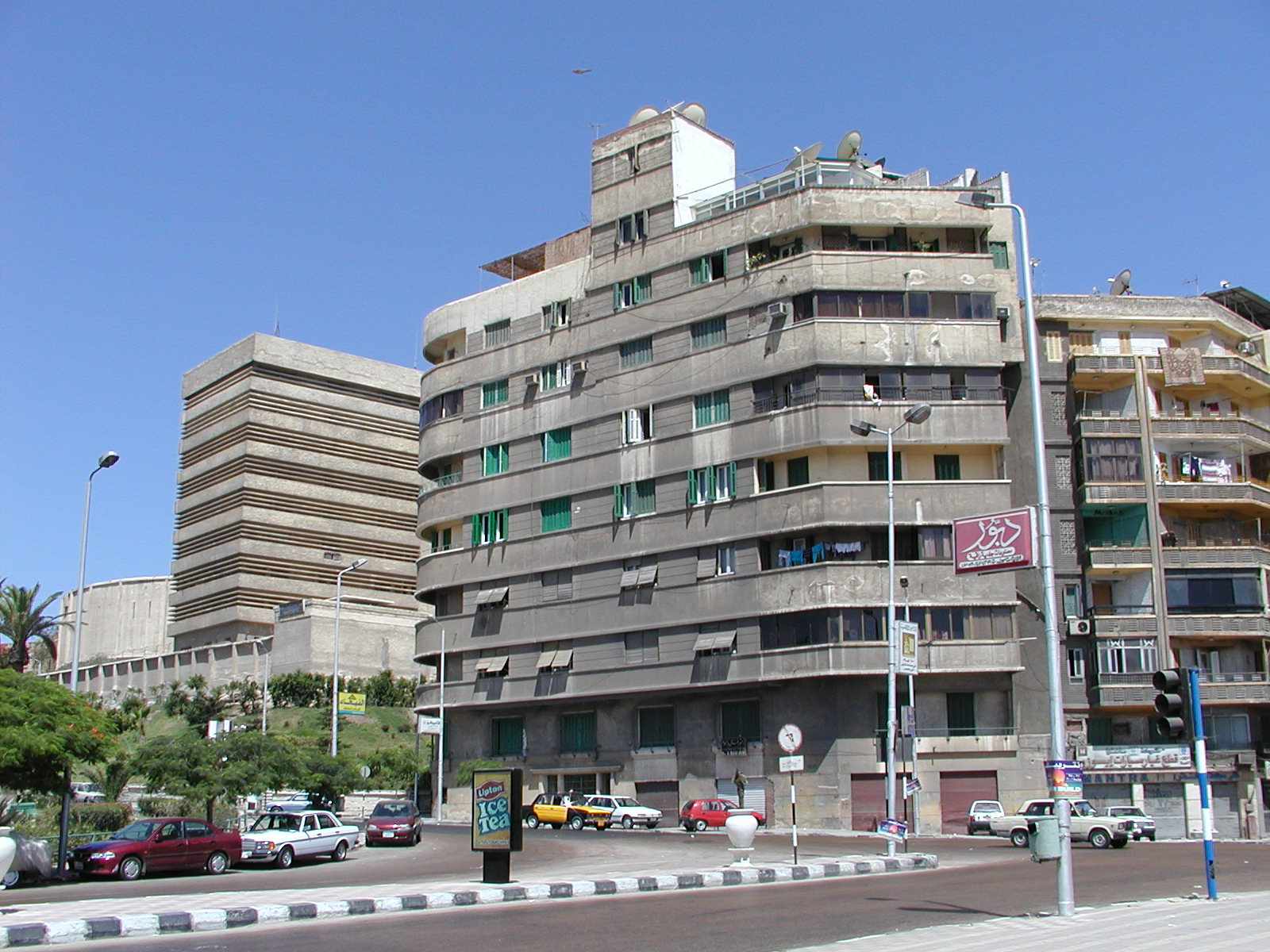
Александрия
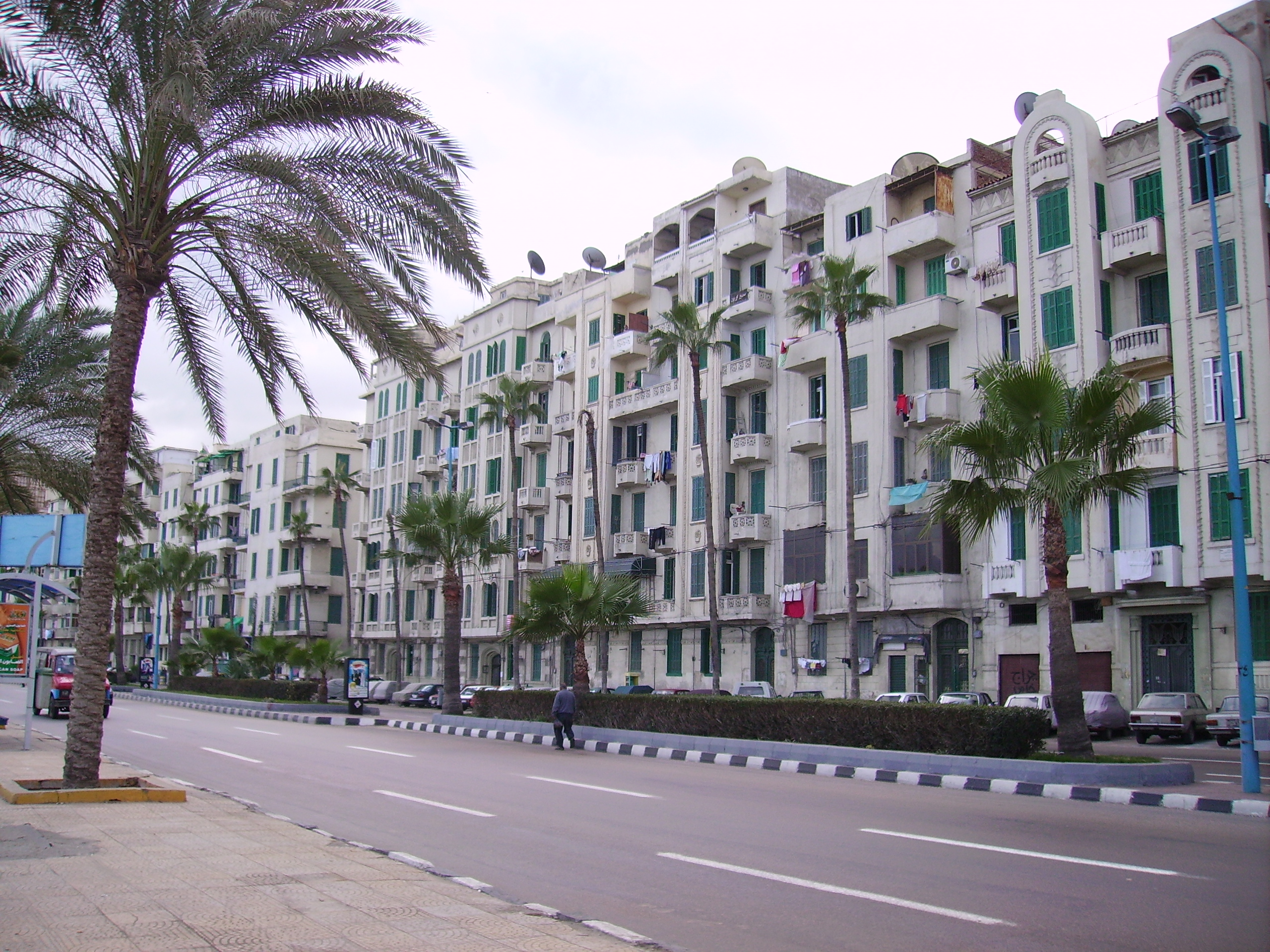
Александрия